# 降魔的2.0
《降魔的2.0》（英語：The Exorcist's 2nd Meter），香港電視廣播有限公司拍攝製作的時裝奇幻、喜劇電視劇，為《降魔的系列》的第二輯，由馬國明、黃智雯及胡鴻鈞領銜主演，並由劉佩玥、鄧佩儀、譚凱琪、C君、蔣志光、謝雪心、林凱恩、譚嘉儀、韋家雄及麥凱程聯合演出，並由黃子恆特別演出。編審羅佩清，監製方駿釗。

## 時代背景
上一輯的時間線是2016—2017年，而本輯則是時隔半年（2018年）。

## 演員表

### 梁家／馬家
| 演員           | 角色   | 暱稱／人物關係／經歷 |
| 賴慰玲（少年） | 梁晶晶 | 晶晶、阿姐（莫有為專稱）、Ma'am／太太（比利專稱） 1962年7月17日出生 金蘭按摩之按摩師 十分迷信 患有高血壓及風濕腳痛 與馬季居於深水埗，二人居住的單位在莫有為生前所住的單位樓下 其佩戴的佛牌因含有馬季的血而具有降魔功能 莫偉豪之生母，因喪子之痛而與其父離婚，在莫偉豪去世後一直十分想念其 馬季之養母，在莫偉豪去世後收養其 莫有為之遠房親戚兼無血緣關係之姐 鍾淑澖之同事兼好友 石敢當無血緣關係之母 艾鐵文之朋友 視比利為家人 在龍貓嫂工作時幫忙照顧龍梓軒及龍貓女 於第4集在風獅爺的幫助下暫時開啟天眼，因而能看見莫偉豪、貝貝娜及莉莉，於第4集結尾看見莫偉豪變成羅剎的模樣而受驚暈倒，之後以為是幻覺 於第13集因想念莫有為而冒認其與艾鐵文、葉學明、祁仁到長洲的度假屋宿營，並取走石敢當擺設，但不知道莫偉豪將藍眼淚存放在擺設中 於第14集用具有降魔功能的佛牌項鍊將羅剎從艾鐵文的身體趕走 於第14集再次看見莫偉豪變成羅剎的模樣，並得悉莫偉豪靠吸食人的靈魂維生，雖想與其相認，但被其拒絕 於第15集艾鐵文為報答其救命之恩而將一副超自然量子探視鏡送給其，讓其能看到莫偉豪之亡靈 於第15集在身體不適的情況下堅持上山到廟宇為莫偉豪誦經贖罪，後看見莫偉豪與馬季打鬥 於第18集告知馬季自己已知道其繼承了石敢當降魔伏妖的天命 於第18集因私自使用艾鐵文的降魔工具而導致觸電意外受傷入院，後獲施萊斯邀請其加入降魔後援隊，並獲對方送贈降魔儀器 於第18集結尾與莫偉豪相認 於第22集比利因得知其視自己為家人而感動，之後與馬季、莫偉豪、施萊斯、比利及打扮成莫有為的艾鐵文拍攝全家幅 於第24集用施萊斯送給自己的電子藤條消滅企圖傷害施勞斯的惡靈，後從艾鐵文口中得知施萊斯為了幫變成羅剎後失控的莫偉豪恢復人性而犧牲自己的性命 於第25集交代其得知馬季必須消滅莫偉豪後精神失常，幾乎被送往精神病院，因此被馬季利用比利以謊言消除其對二人的記憶，在前往愛丁堡醫院覆診時巧遇莊芷若，並向對方提到自己忘記了一些重要的事，對方告訴其最重要的人和事終有一天是會想起來的，之後在替龍梓軒修理玩具時恢復對二人的記憶，並趕到莫偉豪童年時遇難的水塘與馬季一同向莫偉豪道別 在馬季降伏莫偉豪後與其關係變得疏離，雖然沒有責怪馬季消滅莫偉豪，但在見到馬季時便會想起莫偉豪，成為內心永不磨滅的傷痕 參見上輯《降魔的》 |
| 謝雪心         | 梁晶晶 | 晶晶、阿姐（莫有為專稱）、Ma'am／太太（比利專稱） 1962年7月17日出生 金蘭按摩之按摩師 十分迷信 患有高血壓及風濕腳痛 與馬季居於深水埗，二人居住的單位在莫有為生前所住的單位樓下 其佩戴的佛牌因含有馬季的血而具有降魔功能 莫偉豪之生母，因喪子之痛而與其父離婚，在莫偉豪去世後一直十分想念其 馬季之養母，在莫偉豪去世後收養其 莫有為之遠房親戚兼無血緣關係之姐 鍾淑澖之同事兼好友 石敢當無血緣關係之母 艾鐵文之朋友 視比利為家人 在龍貓嫂工作時幫忙照顧龍梓軒及龍貓女 於第4集在風獅爺的幫助下暫時開啟天眼，因而能看見莫偉豪、貝貝娜及莉莉，於第4集結尾看見莫偉豪變成羅剎的模樣而受驚暈倒，之後以為是幻覺 於第13集因想念莫有為而冒認其與艾鐵文、葉學明、祁仁到長洲的度假屋宿營，並取走石敢當擺設，但不知道莫偉豪將藍眼淚存放在擺設中 於第14集用具有降魔功能的佛牌項鍊將羅剎從艾鐵文的身體趕走 於第14集再次看見莫偉豪變成羅剎的模樣，並得悉莫偉豪靠吸食人的靈魂維生，雖想與其相認，但被其拒絕 於第15集艾鐵文為報答其救命之恩而將一副超自然量子探視鏡送給其，讓其能看到莫偉豪之亡靈 於第15集在身體不適的情況下堅持上山到廟宇為莫偉豪誦經贖罪，後看見莫偉豪與馬季打鬥 於第18集告知馬季自己已知道其繼承了石敢當降魔伏妖的天命 於第18集因私自使用艾鐵文的降魔工具而導致觸電意外受傷入院，後獲施萊斯邀請其加入降魔後援隊，並獲對方送贈降魔儀器 於第18集結尾與莫偉豪相認 於第22集比利因得知其視自己為家人而感動，之後與馬季、莫偉豪、施萊斯、比利及打扮成莫有為的艾鐵文拍攝全家幅 於第24集用施萊斯送給自己的電子藤條消滅企圖傷害施勞斯的惡靈，後從艾鐵文口中得知施萊斯為了幫變成羅剎後失控的莫偉豪恢復人性而犧牲自己的性命 於第25集交代其得知馬季必須消滅莫偉豪後精神失常，幾乎被送往精神病院，因此被馬季利用比利以謊言消除其對二人的記憶，在前往愛丁堡醫院覆診時巧遇莊芷若，並向對方提到自己忘記了一些重要的事，對方告訴其最重要的人和事終有一天是會想起來的，之後在替龍梓軒修理玩具時恢復對二人的記憶，並趕到莫偉豪童年時遇難的水塘與馬季一同向莫偉豪道別 在馬季降伏莫偉豪後與其關係變得疏離，雖然沒有責怪馬季消滅莫偉豪，但在見到馬季時便會想起莫偉豪，成為內心永不磨滅的傷痕 參見上輯《降魔的》 |
| 楊凱博（童年） | 馬 季  | 小馬、的士佬、高高（莉莉專稱）、Master Ma（比利專稱）、牛牛（施勞斯曾專稱）、天宇（Thalassa專稱） 1981年出生 德記的士司機／陰陽眼人／降魔人 與梁晶晶居於深水埗，二人居住的單位在莫有爲所住的單位樓下 因其血液能夠傷害妖魔鬼怪，所以用自己的血塗抹在硬幣上來製成「血汗錢」，並隨身攜帶 能夠用「言靈之術」召喚亡靈 其降魔槍來自Salvia，於第一輯在Salvia創造的異空間裏打敗郭展明之後，由Salvia把降魔槍交給其並開槍殺死郭展明及消滅其靈魂，並用石敢當之宿體消滅Salvia，後於第5集被的士乘客誤會是真槍而被警察沒收，之後於第13集重製降魔槍2.0 馬家烈、季莉芙之親生兒子，二人於其年幼時在火災中去世，於第一輯與二人相認後送他們去目的地 梁晶晶之養子，在莫偉豪去世後被其收養 莫偉豪之兒時好友兼無血緣關係之兄，兒時與其玩降魔俠遊戲時每次都當降魔俠，於八歲遇溺時被其救起，但間接導致其溺斃，因此對其感到愧疚 莫有為之養外甥、同行兼好友 與莊芷若有感情線，但因自己於第一輯被Salvia詛咒而成為自己對莊芷若的心結，為免拖累其而有心疏遠其 石敢當之好兄弟，於第一輯因與其產生心的連結而不自覺地吸收其靈力，後繼承其降魔伏妖的天命 貝貝娜之好友兼暗戀對象，因自己於第一輯間接害死其而對其感到愧疚，後放下對她的愧疚 Salvia、郭展明、張佩玲之死敵，於第一輯與Salvia糾纏期間意外吸去其部分能量，並在其製造的異空間裏用降魔槍殺死郭展明及消滅其靈魂，並用石敢當之宿體消滅Salvia，在Salvia消失之前被其詛咒自己永遠不會幸福，後因郭展明之死而被張佩玲憎恨，於第7集得知其懷有郭展明之魔種，因此對殺死郭展明感到愧疚 Thalassa之的士司機，經常載其去金魚街，起初以為其是等待男友的醉酒女子，於第22集結尾得知其為海魔，於第23集得知一直尋找天宇的轉生 風獅爺之徒弟，因為未能阻止石敢當犧牲自己去消滅Salvia而一度被其責怪，後於第24集和好 與施萊斯不和，後和好 與施勞斯不和，後於第15集成為朋友並合作 比利之主人兼朋友 莉莉之朋友 陳永廉之朋友，在他遇上靈異有關的案件時會協助其調查 陸嘉一、龍茂之前同行兼好友 瑠珮悅子之粉絲，喜歡觀看其成人電影 於第1集在自己的士上遇見莫偉豪之亡靈 於第1集將與陳永廉合作阻止麥思達之怨靈殺死Rocky，並將麥思達之怨靈暫時困在愛丁堡醫院天台的水缸，後重遇莊芷若，但因自己被Salvia詛咒而刻意疏遠對方 於第2集在莫偉豪的指導下學會封印之術，後將麥思達之怨靈封印在獎杯裡 於第3集與龍梓軒在街上玩捉精靈遊戲期間與其失散，並巧遇正在搬家的莊芷若，後與對方到山頂尋回龍梓軒，在得知其因想念已去世的父親而獨自到山頂捉精靈後與莊芷若一同開解其 於第3集結尾認識風獅爺，並得知其認識石敢當及於300年前將石敢當封印在石頭內 於第4集結尾看見莫偉豪變成羅剎的模樣 於第5集得知莫伟豪被海魔詛咒成罗刹，並得知其希望自己能消滅海魔，從而替其解咒 於第5集误會的士乘客是鬼魂，而拿着降魔枪對着其，但被其误会是真枪，之後被警察沒收降魔枪 於第6集得悉莊芷若擁有與靈體心靈感應的能力，並與對方幫助馮巧兒之亡靈完成心願及送其去目的地 於第7集以言靈之術召喚馮巧兒父母之亡靈，並得知殺害二人的兇手有一雙紅眼，因而懷疑郭展明與此事有關 於第7集聯同莫偉豪與郭展明交手時發現用血汗錢無法傷害郭展明，後與莊芷若、莫偉豪、貝貝娜、陳永廉及其下屬合作扭轉網上言論風向，以削弱郭展明之投射的力量及阻止其再度殺人，後再次聯同莫偉豪與郭展明交手時無意中使其投射消失，令張佩玲崩潰 於第7集在莊芷若到電視台錄影節目期間派莉莉暗中保護其，以防郭展明及張佩玲加害其 於第7集結尾被比利變成的張佩玲刺至重傷，其靈魂於第8集被比利困在幻境，並一度以為自己去了死後的目的地，在幻境遇到童年的自己、莫有為、龍茂、季莉芙及Salvia，並被Salvia告知自己永遠都不會到達目的地，最後遇見石敢當，在其幫助下回到現實世界，並於第9集甦醒 於第9集在莫偉豪的指導下學會使魔之術，使比利成為自己的使魔，之後要求比利變成郭展明的模樣阻止張佩玲母子自殺，並讓其兒子長大後找自己報仇 於第9集被莊芷若問到自己是否殺死了郭展明時向對方承認自己殺死了郭展明及消滅其靈魂 於第11集與貝貝娜救出被施萊斯捉走的莉莉 於第14集從莫偉豪口中得知梁晶晶取走藏有藍眼淚的石敢當擺設後與對方前往長洲渡假屋尋找其，後巧遇尋找艾鐵文的施萊斯及施勞斯 於第14集得知莫偉豪靠吸食人的靈魂為生 於第15集陪梁晶晶上山到廟宇為莫偉豪誦經贖罪，後被其看到自己與莫偉豪打鬥 於第17集與莊芷若、貝貝娜、風獅爺、施勞斯解開貝貝娜父母的心結及完成二人的心願，後從莊芷若口中得知貝貝娜準備前往目的地 於第18集通過風獅爺的考驗後跟其學習運用及提升靈力 於第19集與借用莊芷若身體的貝貝娜約會一天 於第20集一度被困在輪迴結界內，在發現製造輪迴結界的亡靈是貝貝娜後向其表示終於知道自己最重要的人就是其，幫助其放下執念，後被其祝福自己與莊芷若有情人終成眷屬，與其道別後送其去目的地 於第21集結尾向Thalassa表示自己是降魔人 於第22集與梁晶晶、莫偉豪、施萊斯、比利及打扮成莫有為的艾鐵文拍攝全家幅 於第22集為保障車隊成員安全而叫停的士探靈團，但遭到反對，之後發現的士探靈團在西隧（實為沙田嶺隧道）隧道口集體消失 於第22集在手機聽到莊芷若的道別留言，並得知對方將返回英國後若有所失，之後在莊芷若從機場折返後告知對方其車隊成員在西隧隧道口集體消失，在駕駛的士與對方通過隧道後回到700年前的漁村（實為Thalassa製造的幻海結界），並遇見Thalassa及得知其真實身分 於第23集被Thalassa認定其為天宇的轉世，被其襲擊而受傷，在莊芷若的幫助下返回現實世界，之後從風獅爺口中得知若Thalassa被消滅，莫偉豪會隨之消失 於第24集與莫偉豪重回結界與Thalassa戰鬥，但不敵其，幸得風獅爺出手相助，在救出莊芷若後從其口中得知Thalassa對天宇的感情不是仇恨，而是思念，之後送其回現實世界，在風獅爺打算犧牲自己消滅Thalassa時爆發出驚人靈力，阻止他們玉石俱焚 於第25集與Thalassa決戰時吸收其魔力，對方被自己感化後將所有靈力傳給自己，在回到現實世界後得知梁晶晶因知道自己必須消滅莫偉豪而精神失常，為了減輕其痛苦而要求比利以謊言消除梁晶晶對二人的記憶，而為了讓莫偉豪當一次降魔俠，假裝自己已入魔道及與對方打鬥並讓對方勝出，最後與梁晶晶跟對方道別後忍痛降伏對方，在降伏莫偉豪後與梁晶晶的關係變得疏離，並因覺得自己兩次殺死莫偉豪而感到愧疚 於第25集結尾在十字路口大喊石敢當的名字三聲及莫偉豪的名字，但均沒有回應，後發現降魔是詛咒，雖然自己終於成為一個真正的降魔人，但同時變成一個最失敗的人，之後見到自己的士車頭上的石敢當擺設流淚，並疑似見到石敢當 參見上輯《降魔的》 |
| 馬國明         | 馬 季  | 小馬、的士佬、高高（莉莉專稱）、Master Ma（比利專稱）、牛牛（施勞斯曾專稱）、天宇（Thalassa專稱） 1981年出生 德記的士司機／陰陽眼人／降魔人 與梁晶晶居於深水埗，二人居住的單位在莫有爲所住的單位樓下 因其血液能夠傷害妖魔鬼怪，所以用自己的血塗抹在硬幣上來製成「血汗錢」，並隨身攜帶 能夠用「言靈之術」召喚亡靈 其降魔槍來自Salvia，於第一輯在Salvia創造的異空間裏打敗郭展明之後，由Salvia把降魔槍交給其並開槍殺死郭展明及消滅其靈魂，並用石敢當之宿體消滅Salvia，後於第5集被的士乘客誤會是真槍而被警察沒收，之後於第13集重製降魔槍2.0 馬家烈、季莉芙之親生兒子，二人於其年幼時在火災中去世，於第一輯與二人相認後送他們去目的地 梁晶晶之養子，在莫偉豪去世後被其收養 莫偉豪之兒時好友兼無血緣關係之兄，兒時與其玩降魔俠遊戲時每次都當降魔俠，於八歲遇溺時被其救起，但間接導致其溺斃，因此對其感到愧疚 莫有為之養外甥、同行兼好友 與莊芷若有感情線，但因自己於第一輯被Salvia詛咒而成為自己對莊芷若的心結，為免拖累其而有心疏遠其 石敢當之好兄弟，於第一輯因與其產生心的連結而不自覺地吸收其靈力，後繼承其降魔伏妖的天命 貝貝娜之好友兼暗戀對象，因自己於第一輯間接害死其而對其感到愧疚，後放下對她的愧疚 Salvia、郭展明、張佩玲之死敵，於第一輯與Salvia糾纏期間意外吸去其部分能量，並在其製造的異空間裏用降魔槍殺死郭展明及消滅其靈魂，並用石敢當之宿體消滅Salvia，在Salvia消失之前被其詛咒自己永遠不會幸福，後因郭展明之死而被張佩玲憎恨，於第7集得知其懷有郭展明之魔種，因此對殺死郭展明感到愧疚 Thalassa之的士司機，經常載其去金魚街，起初以為其是等待男友的醉酒女子，於第22集結尾得知其為海魔，於第23集得知一直尋找天宇的轉生 風獅爺之徒弟，因為未能阻止石敢當犧牲自己去消滅Salvia而一度被其責怪，後於第24集和好 與施萊斯不和，後和好 與施勞斯不和，後於第15集成為朋友並合作 比利之主人兼朋友 莉莉之朋友 陳永廉之朋友，在他遇上靈異有關的案件時會協助其調查 陸嘉一、龍茂之前同行兼好友 瑠珮悅子之粉絲，喜歡觀看其成人電影 於第1集在自己的士上遇見莫偉豪之亡靈 於第1集將與陳永廉合作阻止麥思達之怨靈殺死Rocky，並將麥思達之怨靈暫時困在愛丁堡醫院天台的水缸，後重遇莊芷若，但因自己被Salvia詛咒而刻意疏遠對方 於第2集在莫偉豪的指導下學會封印之術，後將麥思達之怨靈封印在獎杯裡 於第3集與龍梓軒在街上玩捉精靈遊戲期間與其失散，並巧遇正在搬家的莊芷若，後與對方到山頂尋回龍梓軒，在得知其因想念已去世的父親而獨自到山頂捉精靈後與莊芷若一同開解其 於第3集結尾認識風獅爺，並得知其認識石敢當及於300年前將石敢當封印在石頭內 於第4集結尾看見莫偉豪變成羅剎的模樣 於第5集得知莫伟豪被海魔詛咒成罗刹，並得知其希望自己能消滅海魔，從而替其解咒 於第5集误會的士乘客是鬼魂，而拿着降魔枪對着其，但被其误会是真枪，之後被警察沒收降魔枪 於第6集得悉莊芷若擁有與靈體心靈感應的能力，並與對方幫助馮巧兒之亡靈完成心願及送其去目的地 於第7集以言靈之術召喚馮巧兒父母之亡靈，並得知殺害二人的兇手有一雙紅眼，因而懷疑郭展明與此事有關 於第7集聯同莫偉豪與郭展明交手時發現用血汗錢無法傷害郭展明，後與莊芷若、莫偉豪、貝貝娜、陳永廉及其下屬合作扭轉網上言論風向，以削弱郭展明之投射的力量及阻止其再度殺人，後再次聯同莫偉豪與郭展明交手時無意中使其投射消失，令張佩玲崩潰 於第7集在莊芷若到電視台錄影節目期間派莉莉暗中保護其，以防郭展明及張佩玲加害其 於第7集結尾被比利變成的張佩玲刺至重傷，其靈魂於第8集被比利困在幻境，並一度以為自己去了死後的目的地，在幻境遇到童年的自己、莫有為、龍茂、季莉芙及Salvia，並被Salvia告知自己永遠都不會到達目的地，最後遇見石敢當，在其幫助下回到現實世界，並於第9集甦醒 於第9集在莫偉豪的指導下學會使魔之術，使比利成為自己的使魔，之後要求比利變成郭展明的模樣阻止張佩玲母子自殺，並讓其兒子長大後找自己報仇 於第9集被莊芷若問到自己是否殺死了郭展明時向對方承認自己殺死了郭展明及消滅其靈魂 於第11集與貝貝娜救出被施萊斯捉走的莉莉 於第14集從莫偉豪口中得知梁晶晶取走藏有藍眼淚的石敢當擺設後與對方前往長洲渡假屋尋找其，後巧遇尋找艾鐵文的施萊斯及施勞斯 於第14集得知莫偉豪靠吸食人的靈魂為生 於第15集陪梁晶晶上山到廟宇為莫偉豪誦經贖罪，後被其看到自己與莫偉豪打鬥 於第17集與莊芷若、貝貝娜、風獅爺、施勞斯解開貝貝娜父母的心結及完成二人的心願，後從莊芷若口中得知貝貝娜準備前往目的地 於第18集通過風獅爺的考驗後跟其學習運用及提升靈力 於第19集與借用莊芷若身體的貝貝娜約會一天 於第20集一度被困在輪迴結界內，在發現製造輪迴結界的亡靈是貝貝娜後向其表示終於知道自己最重要的人就是其，幫助其放下執念，後被其祝福自己與莊芷若有情人終成眷屬，與其道別後送其去目的地 於第21集結尾向Thalassa表示自己是降魔人 於第22集與梁晶晶、莫偉豪、施萊斯、比利及打扮成莫有為的艾鐵文拍攝全家幅 於第22集為保障車隊成員安全而叫停的士探靈團，但遭到反對，之後發現的士探靈團在西隧（實為沙田嶺隧道）隧道口集體消失 於第22集在手機聽到莊芷若的道別留言，並得知對方將返回英國後若有所失，之後在莊芷若從機場折返後告知對方其車隊成員在西隧隧道口集體消失，在駕駛的士與對方通過隧道後回到700年前的漁村（實為Thalassa製造的幻海結界），並遇見Thalassa及得知其真實身分 於第23集被Thalassa認定其為天宇的轉世，被其襲擊而受傷，在莊芷若的幫助下返回現實世界，之後從風獅爺口中得知若Thalassa被消滅，莫偉豪會隨之消失 於第24集與莫偉豪重回結界與Thalassa戰鬥，但不敵其，幸得風獅爺出手相助，在救出莊芷若後從其口中得知Thalassa對天宇的感情不是仇恨，而是思念，之後送其回現實世界，在風獅爺打算犧牲自己消滅Thalassa時爆發出驚人靈力，阻止他們玉石俱焚 於第25集與Thalassa決戰時吸收其魔力，對方被自己感化後將所有靈力傳給自己，在回到現實世界後得知梁晶晶因知道自己必須消滅莫偉豪而精神失常，為了減輕其痛苦而要求比利以謊言消除梁晶晶對二人的記憶，而為了讓莫偉豪當一次降魔俠，假裝自己已入魔道及與對方打鬥並讓對方勝出，最後與梁晶晶跟對方道別後忍痛降伏對方，在降伏莫偉豪後與梁晶晶的關係變得疏離，並因覺得自己兩次殺死莫偉豪而感到愧疚 於第25集結尾在十字路口大喊石敢當的名字三聲及莫偉豪的名字，但均沒有回應，後發現降魔是詛咒，雖然自己終於成為一個真正的降魔人，但同時變成一個最失敗的人，之後見到自己的士車頭上的石敢當擺設流淚，並疑似見到石敢當 參見上輯《降魔的》 |
| 鄭耀軒（童年） | 莫偉豪 | 豪仔、豪仔Sir（比利專稱）、臀部靈魂（馬季曾專稱）、藍色能量體（施萊斯、施勞斯、艾鐵文曾專稱） 1981年出生，1989年逝世 亡靈／水鬼／羅刹 梁晶晶之亡子，因自覺無法擺脫Thalassa的操控而不願在其面前現身及與其相認 莫有為之亡養外甥，生前因受其影響而發奮讀書 馬季之已故兒時好友兼無血緣關係之弟，兒時與其玩降魔俠遊戲時每次都當妖怪，實為故意讓馬季每次都當降魔俠 小時候性格文靜乖巧及學業成績優異 於八歲時為救遇溺的馬季而溺斃，成為水鬼，在修練後擁有成年人的體態 Thalassa之手下，在遇溺身亡後被其欺騙及詛咒為羅剎 在遇溺身亡後，幾經辛苦游上岸並立即回家，卻發現自己無法觸摸東西，其靈魂無法被梁晶晶及童年的馬季看見，並得知梁晶晶收養馬季 被石敢當借用其成年形象示人 於第一輯被石敢當及馬季數次用「言靈之術」召喚但不成功 喜歡聽音樂，尤其是地獄音樂會 喜歡吃午餐肉，尤其是厚切午餐肉 與貝貝娜、施勞斯不和 與施萊斯不和，後和好並與其有感情線 因吸食施萊斯的靈魂時會被反噬，所以利用該特徵壓抑自己想吸食靈魂的慾望 盲女嘉嘉看不到他，但感應到他，並邀請他看櫻花，後在自己變成羅剎時吸食其靈魂令其死去而懊悔不已，從此即便再餓及變得虛弱時都不願再吸食人的靈魂 於第1集在馬季的的士上出現 於第2集教會馬季封印之術，讓其將麥思達之怨靈封印在獎杯裡 於第3集在聽到梁晶晶多年來十分掛念自己而感動地流下藍眼淚，落在地上，其眼淚能夠被梁晶晶觸摸到 於第4集其亡靈能被梁晶晶看見，後被對方及馬季看見自己變成羅剎的模樣 於第5集告知馬季自己被海魔詛咒成羅剎，後向馬季表示希望其將海魔消滅，從而令自己擺脫海魔的操控，實為希望馬季親手降伏自己，令自己得到解脫 於第7集聯同馬季與郭展明交手，在發現馬季用血汗錢無法傷害郭展明後意識到郭展明本身只是一個投射，背後還有一隻魔控制其，並發現其力量來源為網民對「幽靈警探」言論的支持 於第7集首次在莊芷若面前現身，並與馬季、莊芷若、貝貝娜、陳永廉及其下屬合作扭轉網上言論風向，以削弱郭展明之投射的力量及阻止其再度殺人，後再次聯同馬季與郭展明交手，在向張佩玲指出郭展明最愛的是莊芷若而沒有愛過張佩玲後令對方大受打擊，使郭展明的投射消失，令張佩玲崩潰 於第8-9集爲救馬季而與比利交手，後於第9集收服其，並教會馬季使魔之術，使其成為馬季的使魔 於第14集發現梁晶晶取走藏有藍眼淚的石敢當擺設後與馬季前往長洲渡假屋尋找其，並巧遇尋找艾鐵文的施萊斯及施勞斯 於第14集再次被馬季及梁晶晶看見其變成羅剎的模樣 於第15集被梁晶晶看到自己與馬季打鬥 於第17集几乎再次吸食人的灵魂，後被施莱斯及时阻止 於第18集結尾與梁晶晶相認 於第22集與梁晶晶、馬季、施萊斯、比利及打扮成莫有為的艾鐵文拍攝全家幅 於第22集出現在Thalassa製造的幻海結界內及遇見莊芷若，並告知其幻海結界實為Thalassa對馬季的試煉，於第23集返回現實世界 於第23集向馬季表示希望對方將自己消滅，自己從而能得到解脫 於第23集失控及變回羅剎，並再次吸食人的靈魂，但被施萊斯阻止，因其犧牲自己的性命而暫時恢復人性，之後因施萊斯的死而被施勞斯痛恨 於第24集與馬季重回結界與Thalassa戰鬥，但不敵其，幸得風獅爺出手相助，之後返回現實世界 於第25集得知馬季令梁晶晶失去對二人的記憶及性情大變，因而誤以為馬季已入魔道，為了幫馬季回復本性而與對方打鬥並打贏對方，之後得悉馬季假裝入魔是希望讓自己當一次降魔俠，並得知馬季要求比利用謊言抹走梁晶晶對二人的記憶是想減輕其痛苦，之後向已恢復記憶的梁晶晶及馬季道別，最後被馬季用靈箭射中而消失 其在梁晶晶及馬季家中神台上的照片於第25集結尾已被收起 參見上輯《降魔的》 |
| 胡鴻鈞         | 莫偉豪 | 豪仔、豪仔Sir（比利專稱）、臀部靈魂（馬季曾專稱）、藍色能量體（施萊斯、施勞斯、艾鐵文曾專稱） 1981年出生，1989年逝世 亡靈／水鬼／羅刹 梁晶晶之亡子，因自覺無法擺脫Thalassa的操控而不願在其面前現身及與其相認 莫有為之亡養外甥，生前因受其影響而發奮讀書 馬季之已故兒時好友兼無血緣關係之弟，兒時與其玩降魔俠遊戲時每次都當妖怪，實為故意讓馬季每次都當降魔俠 小時候性格文靜乖巧及學業成績優異 於八歲時為救遇溺的馬季而溺斃，成為水鬼，在修練後擁有成年人的體態 Thalassa之手下，在遇溺身亡後被其欺騙及詛咒為羅剎 在遇溺身亡後，幾經辛苦游上岸並立即回家，卻發現自己無法觸摸東西，其靈魂無法被梁晶晶及童年的馬季看見，並得知梁晶晶收養馬季 被石敢當借用其成年形象示人 於第一輯被石敢當及馬季數次用「言靈之術」召喚但不成功 喜歡聽音樂，尤其是地獄音樂會 喜歡吃午餐肉，尤其是厚切午餐肉 與貝貝娜、施勞斯不和 與施萊斯不和，後和好並與其有感情線 因吸食施萊斯的靈魂時會被反噬，所以利用該特徵壓抑自己想吸食靈魂的慾望 盲女嘉嘉看不到他，但感應到他，並邀請他看櫻花，後在自己變成羅剎時吸食其靈魂令其死去而懊悔不已，從此即便再餓及變得虛弱時都不願再吸食人的靈魂 於第1集在馬季的的士上出現 於第2集教會馬季封印之術，讓其將麥思達之怨靈封印在獎杯裡 於第3集在聽到梁晶晶多年來十分掛念自己而感動地流下藍眼淚，落在地上，其眼淚能夠被梁晶晶觸摸到 於第4集其亡靈能被梁晶晶看見，後被對方及馬季看見自己變成羅剎的模樣 於第5集告知馬季自己被海魔詛咒成羅剎，後向馬季表示希望其將海魔消滅，從而令自己擺脫海魔的操控，實為希望馬季親手降伏自己，令自己得到解脫 於第7集聯同馬季與郭展明交手，在發現馬季用血汗錢無法傷害郭展明後意識到郭展明本身只是一個投射，背後還有一隻魔控制其，並發現其力量來源為網民對「幽靈警探」言論的支持 於第7集首次在莊芷若面前現身，並與馬季、莊芷若、貝貝娜、陳永廉及其下屬合作扭轉網上言論風向，以削弱郭展明之投射的力量及阻止其再度殺人，後再次聯同馬季與郭展明交手，在向張佩玲指出郭展明最愛的是莊芷若而沒有愛過張佩玲後令對方大受打擊，使郭展明的投射消失，令張佩玲崩潰 於第8-9集爲救馬季而與比利交手，後於第9集收服其，並教會馬季使魔之術，使其成為馬季的使魔 於第14集發現梁晶晶取走藏有藍眼淚的石敢當擺設後與馬季前往長洲渡假屋尋找其，並巧遇尋找艾鐵文的施萊斯及施勞斯 於第14集再次被馬季及梁晶晶看見其變成羅剎的模樣 於第15集被梁晶晶看到自己與馬季打鬥 於第17集几乎再次吸食人的灵魂，後被施莱斯及时阻止 於第18集結尾與梁晶晶相認 於第22集與梁晶晶、馬季、施萊斯、比利及打扮成莫有為的艾鐵文拍攝全家幅 於第22集出現在Thalassa製造的幻海結界內及遇見莊芷若，並告知其幻海結界實為Thalassa對馬季的試煉，於第23集返回現實世界 於第23集向馬季表示希望對方將自己消滅，自己從而能得到解脫 於第23集失控及變回羅剎，並再次吸食人的靈魂，但被施萊斯阻止，因其犧牲自己的性命而暫時恢復人性，之後因施萊斯的死而被施勞斯痛恨 於第24集與馬季重回結界與Thalassa戰鬥，但不敵其，幸得風獅爺出手相助，之後返回現實世界 於第25集得知馬季令梁晶晶失去對二人的記憶及性情大變，因而誤以為馬季已入魔道，為了幫馬季回復本性而與對方打鬥並打贏對方，之後得悉馬季假裝入魔是希望讓自己當一次降魔俠，並得知馬季要求比利用謊言抹走梁晶晶對二人的記憶是想減輕其痛苦，之後向已恢復記憶的梁晶晶及馬季道別，最後被馬季用靈箭射中而消失 其在梁晶晶及馬季家中神台上的照片於第25集結尾已被收起 參見上輯《降魔的》 |
| 蔣志光         | 莫有為 | 有為、有為兄（石敢當、艾鐵文、祁仁、葉學明專稱） 1962年出生，2017年逝世 已故德記的士司機 「科學怪人」群組成員之一 其生前居住之單位被馬季借予莫偉豪、貝貝娜、莉莉、比利暫住 梁晶晶之已故疏堂親戚兼無血緣關係之亡弟 莫偉豪之已故養舅父，對方生前因受自己影響而發奮讀書 馬季之已故養舅父、同行兼好友 石敢當之亡朋友 艾鐵文、祁仁、葉學明之已故網友 已於第一輯為了保護石敢當而在變壓站被Salvia加害致全身觸電身亡，最後前往目的地而消失，僅在馬季、梁晶晶及艾鐵文的回憶中出現 於第8集在比利製造的幻境出現，在幻境中與龍荗均為油站職員 於第13集以被梁晶晶幻想的形式出現 參見上輯《降魔的》 （特別演出第8、13集） |

### 莊家
| 演員   | 角色   | 暱稱／人物關係／經歷 |
| 陳國峰 | 莊浩迅 | 莊醫生、Dr. Chong 1983年出生 獸醫／獸醫診所老闆 莊芷若之兄，並比其膽小 郭永城、郭展明之前鄰居 於上一輯被郭展明提及 已婚，並育有兩女 其父母及妻女長居於英國倫敦 本來不相信靈體的存在，後於第22集向莊芷若表示相信對方能夠與靈體溝通 於本輯第2集首次出現（交代其剛從英國回港發展），於第5集正式登場 於第11集其獸醫診所被流浪狗豆豉仔之亡靈搗亂 於第21集在莊芷若到其獸醫診所幫忙時發現對方心情難過，後提議與對方一同返回英國探望父母及散心 於第22集起返回英國，之後再沒登場 |
| 黃智雯 | 莊芷若 | 芷若（馬季、莫偉豪、貝貝娜、風獅爺、郭展明專稱）、莊醫生（莫偉豪、貝貝娜曾專稱）、Dr. Chong、醫生姐姐、芷若姐姐（莉莉專稱）、芷若大夫（石敢當專稱） 1985年出生 愛丁堡醫院急症室醫生／陰陽眼人／離魂醫生 莊浩迅之妹 其父母長居於英國倫敦 Liam之前未婚妻 與馬季有感情線，但對方因於上一輯被Salvia詛咒而有心疏遠自己 貝貝娜之情敵，於第12集起能看見其，並與其成為朋友，後陪伴及幫助其完成心願 風獅爺之朋友，被其認為自己的經歷與其故友允瑩相似，因此對方不希望自己重蹈允瑩的覆轍，並被其守護著 郭展明之前鄰居、好友兼暗戀對象，已經於第一輯反目 張佩玲之情敵，並被其敵視 郭永城之前鄰居 胡美寶之同事兼好友 一直佩戴着馬季送的具有其血及有降魔功能的紅水晶項鍊，保護其免受妖魔鬼怪傷害 於第一輯被附魔的郭展明駕車撞致重傷而離魂，並意外進入鬼域，因此擁有與靈體心靈感應及通靈的能力 被Salvia借用其容貌示人 於第1集在愛丁堡醫院的急症室遇上被莫偉豪控制的家俊、Rocky、阿朗搗亂，並幾乎被Rocky襲擊，但因其佩戴著馬季送予其具有降魔功能的紅水晶項鍊發揮效用而令Rocky失去知覺及回復正常 於第1集重遇馬季，但對方因被Salvia詛咒而刻意疏遠自己 於第3集在搬家期間巧遇馬季，並得知龍梓軒走失，後與馬季到山頂尋回其，在得知其因想念已去世父親而獨自到山頂捉精靈後與馬季一同開解其 於第6集能看見馮巧兒之亡靈，並發現自己有與靈體心靈感應的能力，後與馬季幫助對方完成心願及送其去目的地 於第7集得知莫偉豪之亡靈、貝貝娜之亡靈及莉莉的存在，並首次看見莫偉豪之亡靈 於第7集與馬季、莫偉豪、貝貝娜、陳永廉及其下屬合作扭轉網上言論風向，以削弱郭展明之投射的力量及阻止其再度殺人 於第7-8集到電視台以節目嘉賓的身份錄影《世界靈距離》時馬季暗中派莉莉保護其，以免郭展明及張佩玲加害其，並在節目中向節目主持宋月基提及郭展明的過去 於第8集認識風獅爺，並被其告誡不要干預靈界的事 於第8集親吻馬季後想起第一輯自己與馬季在鬼域的經歷，並得知其犯了殺業及被Salvia詛咒其永遠不會幸福，以及感受到馬季內心的痛苦，因而希望幫其解咒 於第9集問馬季是否殺死了郭展明，對方向自己承認殺死其及消滅其靈魂 於第11集到莊浩迅之獸醫診所幫忙，後發現有靈體在診所搗亂 於第11集發現風獅爺偷偷收藏自己的內褲，之後在對方的幫助下暫時開啟天眼，因此能看見在莊浩迅之獸醫診所搗亂的流浪狗豆豉仔之亡靈，並發現自己有通靈的能力，即感應到靈體的記憶與情感，之後幫助豆豉仔之亡靈完成心願 於第12集首次看到貝貝娜之亡靈 於第12集在葉佩薇之亡靈邀請自己接受訪問時拒絕其，之後接受徐東然的訪問，實為用婉轉的方式讓葉佩薇知道自己已經死亡的事實 於第12集被風獅爺發現自己的天眼在開啟十多天後仍沒有關閉，並認為自己能藉此幫助不同亡靈，之後在風獅爺的提醒下得知自己身邊最需要幫助的亡靈是貝貝娜，並發現貝貝娜最大的執念是馬季 於第12集結尾陪同貝貝娜前往其墳墓 於第15集在風獅爺製造的幻境內看到700年前一名降魔人妻子允瑩在得悉丈夫天宇遇難後跳海自盡，並被風獅爺以此事告誡其與降魔人相戀難以有好結果 於第17集與馬季、貝貝娜、風獅爺、施勞斯解開貝貝娜父母的心結及完成二人的心願，後告知馬季貝貝娜準備前往目的地 於第18集成功勸服風獅爺教導馬季使用及增強靈力 於第19集為貝貝娜舉辦歡送會，之後為了幫助貝貝娜完成最後的心願而在風獅爺的幫助下離魂，將身體借給貝貝娜，讓對方與馬季約會一天，其靈魂於第20集回到身體 於第20集貝貝娜祝福其與馬季有情人終成眷屬及感謝其幫助自己完成心願，並與貝貝娜道別，之後因得悉馬季與貝貝娜的感情而一度感到失落 於第21集到莊浩迅的獸醫診所幫忙時被對方發現其心情難過，對方之後提議與其一同返回英國探望父母及散心 於第21集風獅爺為了保護其而封印其天眼及通靈能力，以切斷其與靈界的聯系，但之後卻恢復天眼及通靈能力 第22集原本與莊浩迅一同返回英國探望父母，在離家前向風獅爺道別，並向對方提到原以為自己開了天眼後能幫助馬季，但結果卻不似預期，不過最大的收獲是認識到風獅爺，而風獅爺因不欲其牽涉靈界恩怨而暗中向其道別，並暗中將允瑩古時為丈夫天宇所繡的手帕放進其手袋內，以便在其遇上危險時拯救其（手帕會變成披風，並將其帶離險境） 於第22集莊浩迅向其表示相信其能夠與靈體溝通 於第22集透過手機留言告知馬季自己將返回英國，並向對方道別，但之後因其淚水滴在該手帕後感應到天宇、Thalassa、馬季，而從機場折返尋找馬季 於第22集從馬季口中得知其車隊成員集體在西隧隧道口消失，之後乘搭馬季駕駛之的士通過西隧（實為沙田嶺隧道）後回到700年前的漁村（實為Thalassa製造的幻海結界）及遇見莫偉豪，並從對方口中得知幻海結界實為Thalassa對馬季的試煉 於第23集用風獅爺之披風將受傷的馬季送回現實世界後被困在結界內，在與Thalassa相處時看穿對方對天宇的感情不是仇恨，而是思念，之後將此事告知馬季 於第24集被馬季從結界中救出後返回現實世界，之後從風獅爺口中得知馬季有能力與海魔一戰，但能否戰勝就要看馬季的造化 於第25集得知馬季為減輕梁晶晶的痛苦而抹走其對自己及莫偉豪的記憶，之後巧遇前來愛丁堡醫院覆診的梁晶晶，在對方提到忘記了一些重要的事時告訴對方最重要的人和事終有一天是會想起來的，之後在風獅爺問到為何不請求其施法恢復梁晶晶時提到雖不太認同馬季的做法，但明白讓梁晶晶記起事實會對對方更殘忍，所以讓事情順其自然地發展 於第25集結尾在愛丁堡醫院的急症室遇見自稱是其未來的龍婆，之後在醫院外遇見郭永城之亡靈，並被對方錯認為自己的孫子，在郭展明之魔種出現在郭永城之亡靈面前時被風獅爺轉移至附近的空地，以避免其與郭展明之魔種接觸 已在上一輯結尾考取駕駛執照，駕車時被同事取笑其是「不懂剎車的女人」（外號影射劇集《不懂撒嬌的女人》） 參見上輯《降魔的》 |

### 貝家
| 演員   | 角色   | 暱稱／人物關係／經歷 |
| 陳嘉輝 | 貝澤隆 | 貝生、Andy 商人 萱紅之夫 貝貝娜之父，一度未能接受其已去世，最大心願是看着其出嫁 憎恨馬季，認爲其是害死貝貝娜的罪魁禍首 於第16集登場 於第17集在馬季、莊芷若、貝貝娜、風獅爺、施勞斯的幫助下解開心結及完成心願後與貝貝娜道別 （第16-17集） |
| 溫裕紅 | 萱 紅  | 貝太、Helen 商人 貝澤隆之妻 貝貝娜之母，一度未能接受其已去世，最大心願是看着其出嫁 馬季之的士客人，因認為其害死貝貝娜而對其說話尖酸刻薄 於第13集出現，於第16集正式登場 於第17集在馬季、莊芷若、貝貝娜、風獅爺、施勞斯的幫助下解開心結及完成心願後與貝貝娜道別 （第13、16-17集） |
| 劉佩玥 | 貝貝娜 | 啤啤、Bella、𡃁妹（風獅爺專稱）、啤啤小姐（比利專稱） 1993年10月30日出生，2017年11月23日逝世 亡靈／靈界節目The Dead Live Show主持，在靈界有很多粉絲 前《世界靈距離》節目主持 喜歡吃黑椒漢堡 貝澤隆、萱紅之亡女，一度以為二人已遺忘自己，其後發現二人對自己的死未能釋懷，於第17集完成二人的心願及向二人道別 莉莉之亡主人兼亡好友 馬季之亡好友兼暗戀其 莊芷若之亡情敵，於第12集起能被其看見，並與其成為朋友，後在其陪伴及幫助下完成心願 石敢當之亡偶像兼亡朋友 與莫偉豪不和 葉佩薇之亡粉絲，後與其成為朋友 施勞斯之暗戀對象 已於第一輯被Salvia派手下塞入馬季的士之車尾箱而窒息死亡後成為亡靈，後在莉莉的指導下學會運用靈力，以靈體狀態繼續在人間生活及陪伴馬季，曾因未能放下父母及馬季而一度未能前往目的地 因其靈力較低，所以未能在未開天眼的人面前現身 於第2集為免麥思達之怨靈被放出而嘗試阻止洗水缸工人到愛丁堡醫院天台洗水缸，但被莫偉豪從中阻撓及不敵其而失敗 於第4集與莉莉請求風獅爺替梁晶晶暫時開啟天眼，讓其能看見莫偉豪之亡靈 於第7集與馬季、莊芷若、莫偉豪、陳永廉及其下屬合作扭轉網上言論風向，以削弱郭展明之投射的力量及阻止其再度殺人 於第8集懇求風獅爺拯救離魂的馬季，但被其拒絕及指出只有馬季才能拯救自己 於第11集與馬季救出被施萊斯捉走的莉莉 於第12集因莉莉被捉走一事與莫偉豪爭執後離家出走，後巧遇莊芷若，並被對方首次看見自己的亡靈 於第12集其亡靈能被當時已死亡的葉佩薇看到，並被對方邀請自己一同進行採訪工作 於第12集結尾在莊芷若的陪同下首次到自己的墳墓，並接受自己已經死亡的事實 於第17集得知父母最大的心願為看到自己出嫁，後在風獅爺製造的夢境中與施勞斯假結婚，以完成父母的心願，後開始被施勞斯暗戀 於第19集向莊芷若表示自己最後的心願是體驗被馬季喜歡一次的感覺，並請求莊芷若將身體借給自己，藉此與馬季到自己母校的開放日約會一天，本來打算與馬季開開心心地度過最後一天後便向其道別，之後因不願離開馬季而靈力爆發，並製造輪迴結界企圖困住馬季 於第20集幾乎變成怨靈，後馬季向自己表示終於知道最重要的人就是其，與對方傾談後終放下執念，學懂放下對馬季的愛，將身體還給莊芷若後取回自己十年前放在母校的時間囊，但沒有打開它，並向馬季及莊芷若表示希望兩人在十年後一同打開它及祝福兩人有情人終成眷屬 於第20集向莉莉、馬季及莊芷若道別，並將莉莉寄生的玩偶交給施萊斯，以及感謝莊芷若幫助自己完成心願，之後由馬季送去目的地，最後在馬季的的士上消失 於第21集在回憶片段交代風獅爺問到其為何有能力製造輪迴結界困住馬季時向對方提到自己想起之前在海邊聽到的一段歌聲（Thalassa的魔音），令自己做出平時不敢做，但又最想做的事，之後再沒登場 參見上輯《降魔的》 |

### See See 寬頻／施家
| 演員   | 角色   | 暱稱／人物關係／經歷 |
| 鄧佩儀 | 施萊斯 | Liz、萊斯 1990年出生，2018年逝世，之後因施勞斯與Mephi作交易而復活 汶萊皇族公主／降魔人／See See寬頻董事 施勞斯之孿生姊姊，視其為自己最重要的親人，身手比其優勝 艾鐵文之僱主兼朋友 與莫偉豪不和，後和好並與其有感情線 與馬季不和，後和好 莉莉之朋友，於第20集起為其新主人 被吸食靈魂時會反噬對方，並能壓抑對方想吸食靈魂的慾望 本身沒有靈力，在使用艾鐵文發明的儀器或戴上超自然量子探視鏡後能看見靈體，靠高科技降魔裝備降魔 對靈界缺乏認識，將所有靈體稱為能量體 九年前為救患重病的施勞斯而與Mephi交易，將自己的靈魂賣給對方（其靈魂將於交易十年後被對方收回，在靈魂被對方收回後死亡），並被對方在左後肩留下印記 於第5集出現，並與張佩玲有交流 於第9集正式登場 於第10集用精靈球捉走莉莉以作研究 於第11集與施勞斯爭執期間令艾鐵文意外將電流調較至十級，導致莉莉受重傷 於第11集被莫偉豪引到海邊後被其指使的水鬼拉下水，後因馬季趕到阻止其而無羔 於第14集與施勞斯到長洲渡假屋尋找艾鐵文，之後為救其而與馬季及莫偉豪合作 於第16集因被莫偉豪發現其曾與魔交易，後告訴其當年用靈魂與Mephi交易的始末 於第17集向莫偉豪表示知道自己與施勞斯打敗Mephi的機會渺茫，但若自己與施勞斯沒有努力嘗試過，只會令二人後悔，同時亦希望自己離開後能將美好的回憶留給施勞斯 於第18集將降魔用的電子藤條送給梁晶晶，後與莫偉豪達成交易關係，在莫偉豪飢餓時與其親吻以壓抑其想吸食人類靈魂的慾望，並成功勸服其與梁晶晶相認 於第19集在眾人面前親吻莫偉豪，後被施勞斯誤會二人是情侶而與施勞斯鬧翻，後於第23集和好 於第20集由貝貝娜將莉莉寄生之玩偶交給其，並成為莉莉的新主人 於第21集從莫偉豪口中得知施勞斯有尋死念頭及聽到施勞斯的真實想法後十分自責 於第22集與梁晶晶、馬季、莫偉豪、比利及打扮成莫有為的艾鐵文拍攝全家幅 於第23集為阻止莫偉豪吸食人類靈魂而打開液態氮以將其凍結，導致自己因失溫症而缺氧死亡，其靈魂亦被Mephi收回 於第25集結尾交代施勞斯賣掉自己的靈魂與Mephi作交易而換回其靈魂而重生，兩姊弟之靈魂現皆屬於Mephi 與施勞斯的名字可組成詞組「勞斯萊斯」 |
| 麥凱程 | 施勞斯 | Ross、勞斯、施公子、死寬頻仔／二世祖（馬季專稱）、蛋蛋（莉莉專稱） 1990年出生 汶萊皇族王子／降魔人／See See寬頻董事 施萊斯之孿生弟弟，經常主動與其切磋身手，但每次都落敗 艾鐵文之僱主兼朋友 與馬季不和，後和好 與莫偉豪不和，不能接受其與施萊斯的關係，並痛恨其令施萊斯喪命 莉莉之朋友，於第20集起為其新主人 陳永廉之朋友，在其遇上與靈異有關的案件時會協助其調查 暗戀貝貝娜 本身沒有靈力，在使用艾鐵文發明的儀器或戴上超自然量子探視鏡後能看見靈體，靠高科技降魔裝備降魔 對靈界缺乏認識，將所有靈體稱為能量體 起初認為所有不屬於人界的靈體都應被消滅，後來改變想法 九年前曾患重病，因施萊斯與Mephi交易，將其靈魂賣給Mephi而痊癒 於第9集登場 於第11集原想消滅莉莉，後被其打動而放過其，並希望能收養其，後與施萊斯爭執期間令艾鐵文意外將電流調較至十級，導致莉莉受重傷 於第11集被莫偉豪引到海邊後幾乎墮海 於第14集與施萊斯到長洲渡假屋尋找艾鐵文，之後為救其而與馬季及莫偉豪合作 於第17集在風獅爺的幫助下暫時開啟天眼，並在其製造的夢境中與貝貝娜假結婚，以完成貝貝娜父母的心願，後開始暗戀貝貝娜 於第19集目睹施萊斯與莫偉豪接吻而誤會二人正在交往，並因此與施萊斯鬧翻，之後在其獨自駕船出海散心時認識Thalassa，後一度失蹤 於第20集起成為莉莉的新主人 於第21集受Thalassa的歌聲影響而失常，並刻意挑釁莫偉豪及向其宣戰，二人打鬥期間莫偉豪因被降魔槍擊中而變回羅剎，後不敵其及身受重傷，其後康復 於第21集對施萊斯說出自己一直希望尋死的真實想法 於第23集結尾得知施萊斯為協助莫偉豪恢復人性而喪命，並痛恨莫偉豪害死其姊 於第24集與比利尋回被黃志龍帶走而失蹤的龍梓軒，並與化身為羅拔迪尼路的比利勸導黃志龍，使其重拾生存意志 於第25集結尾交代其賣掉自己的靈魂與Mephi作交易，以換回施萊斯之靈魂，並被Mephi在左後肩留下印記 與施萊斯的名字可組成詞組「勞斯萊斯」 |
| 蔣志光 | 艾鐵文 | IT Man、鐵文（施萊斯、施勞斯專稱）、鐵文兄（莫有為、祁仁、葉學明專稱）、有為B（梁晶晶專稱）、機械人（莫偉豪、馬季專稱） 1967年出生 曾為資訊科技網絡保安總顧問，後辭職並加入See See寬頻公司工程部 天才科學家／施氏超次元量子實驗室負責人兼科技顧問 「科學怪人」群組成員之一 羅麗花之男友 施萊斯、施勞斯之員工兼朋友，為兩人研發降魔裝備，並得知施萊斯曾與魔進行交易 莫有為、祁仁、葉學明之網友 梁晶晶之朋友 熱衷於科學及精於電腦科技，其發明的儀器能讓人看見靈體，於第一輯曾被莫有為用來拍下石敢當的影像 對靈界缺乏認識，將所有靈體稱為能量體 於第9集登場，並得知莫有為已去世 於第11集在施勞斯與施萊斯爭執期間意外將電流調較至十級，導致莉莉受重傷 於第13集与施劳斯爭執後辞职，於第14集復職 於第13集與梁晶晶、祁仁、葉學明到長洲度假屋宿營 於第14集因被羅剎搶奪身體而處於離魂狀態，其靈魂在梁晶晶利用有降魔功能的佛牌項鍊將羅剎從其身體趕走後回到身體內 於第15集爲報答梁晶晶的救命之恩而將一副超自然量子探視鏡送給其，讓其能看見莫偉豪之亡靈 於第22集打扮成莫有為與梁晶晶、馬季、莫偉豪、施萊斯、比利拍攝全家幅 於第24集告訴梁晶晶施萊斯為幫變成羅剎後失控的莫偉豪恢復人性而犧牲自己的性命及馬季必須降伏莫偉豪 參見《鬼同你OT》、《降魔的》 |

### 精靈
| 演員   | 角色   | 暱稱／人物關係／經歷 |
| Ｃ 君  | 風獅爺 | 肥精靈（Thalassa專稱） 石精靈 3000歲 熱愛偷窺女性裙底，並喜歡收集女性內褲 允瑩之好友，其身上的披風原為對方古時為丈夫天宇所繡的手帕，對方在死前將該手帕綁在其寄生之石頭上 於多年前與太太風獅奶去沖繩生活，於第3集因為撩女人的事而惹怒風獅奶，後為了逃避其並以石敢當救援之名，離開沖繩後回來香港，並得知石敢當已經為了降魔而消失 風師奶之夫 與Thalassa相識，後反目 石敢當之前對手，於300年前與其大戰，並將其封印在石頭內，於第4集從馬季口中得知其已因宿體被用來消滅Salvia而消失 莊芷若之朋友，認為其經歷與允瑩相似，因此不希望其重蹈允瑩的覆轍，並守護著其 馬季之師父，一度責怪他未能阻止石敢當犧牲自己降魔，與其不和，於第18集起教導其如何運作靈力，後於第24集和好 其寄生之石頭由第13集起放在莊芷若家中 因其靈力高強，所以能夠在未開天眼的人面前現身 於第3集登場 於第4集在貝貝娜及莉莉的請求下替梁晶晶暫時開啟天眼，讓其能看見莫偉豪之亡靈 於第8集首次在莊芷若面前現身，並告誡其不要干預靈界的事 於第8集拒絕貝貝娜的請求去拯救離魂的馬季，並指出只有馬季才能拯救自己 於第11集被莊芷若發現自己偷偷收藏對方的內褲，之後替莊芷若開啟天眼，讓其能看見在莊浩迅之獸醫診所搗亂的流浪狗豆鼓仔之亡靈 於第12集發現莊芷若的天眼在開啟十多天後仍未關閉，後提醒其身邊最需要幫助的亡靈是貝貝娜 於第15集讓莊芷若得知700多年前的降魔人妻子允瑩在得知丈夫天宇喪命後跳海自盡，藉此告誡其與降魔人相戀難以有好結果 於第17集替施勞斯暫時開啟天眼後製造夢境，讓貝貝娜與施勞斯假結婚，以完成貝貝娜父母的心願 於第18集起教導馬季如何運用及提升靈力 於第19集幫助莊芷若離魂，讓其將身體借給貝貝娜 於第21集在回憶片段交代其問到貝貝娜為何有能力製造輪迴結界困住馬季，對方向其提到自己想起之前在海邊聽到的一段歌聲，令自己做出平時不敢做，但又最想做的事，因而知道此事與Thalassa的魔音有關，之後到海邊找Thalassa，並勸其不要再殺人，但失敗 於第21集為了保護莊芷若而封印其天眼及通靈能力，以切斷對方與靈界的聯系 於第22集因不欲莊芷若牽涉靈界恩怨而暗中向其道別時發現自己不捨得其，並暗中將允瑩古時為丈夫天宇所繡的手帕放進其手袋內，以便在遇上危險時拯救其（手帕會變成披風，並將其帶離險境） 於第23集向馬季指出若Thalassa被消滅，莫偉豪會隨之消失 於第24集變成比利的模樣與馬季及莫偉豪到幻海結界，在二人與Thalassa戰鬥時變回原貌及出手相助，之後因與Thalassa戰鬥而元氣大傷，打算犧牲自己消滅Thalassa時終於明白石敢當犧牲自己消滅Salvia的心情，並祝福馬季及莊芷若，後因馬季靈力爆發而阻止其與Thalassa玉石俱焚，之後獨自返回現實世界，並告訴莊芷若馬季有能力與海魔一戰，但能否戰勝就要看馬季的造化 於第25集問到莊芷若為何不請求自己恢復梁晶晶對馬季及莫偉豪的記憶，對方回答雖然不贊成馬季抹走梁晶晶的記憶，但明白讓其記起事實會對其更殘忍，所以讓事情順其自然地發展 於第25集結尾暗中保護莊芷若，在郭展明之魔種在郭永城之亡靈面前出現時將莊芷若轉移至附近的空地，以避免對方與郭展明之魔種接觸，並形容魔種是「不可以隨意接觸的邪惡靈體」，後交代其已長時間沒在莊芷若面前現身 口頭禪：你爺爺我⋯⋯ |
| 譚嘉儀 | 莉 莉  | 洋娃娃精靈 貝貝娜之好友兼兒時玩偶，因一直被其當作真人看待而擁有靈魂，成為精靈，並寄生於玩偶中 馬季、石敢當、施勞斯、施萊斯之朋友 其寄生的玩偶一直放在莫有爲家中，於第20集起居住在施勞斯及施萊斯家中 因其靈力較低，所以未能在未開天眼的人面前現身 玩偶及精靈的服裝與第一輯不同，從洛可可風格到維多利亞風格都具備 於第4集與貝貝娜請求風獅爺替梁晶晶暫時開啟天眼，讓其能看見莫偉豪之亡靈 於第7-8集在莊芷若前往電視台錄影節目期間被馬季派其暗中保護莊芷若，以防郭展明及張佩玲加害莊芷若 於第10集被施萊斯用精靈球捉走作研究之用 於第11集因施勞斯與施萊斯發生爭執，導致艾鐵文錯手將電磁波範圍調至十級而受重傷，後被馬季及貝貝娜救出 於第12集因能量消耗過大而需暫時回本體休息及沉睡，於第16集起甦醒 於第20集與貝貝娜道別，其寄生的玩偶由貝貝娜交給施萊斯及施勞斯 於第23集得知施萊斯為幫助莫偉豪恢復人性而去世，之後再沒登場 參見上輯《降魔的》 |
| 胡鴻鈞 | 石敢當 | 屎坑石（馬季專稱）、頑石（風獅爺專稱）、神石（梁晶晶對其寄生之石頭專稱）、敢當兄（莫有為專稱） 石精靈 3000歲 以降魔伏妖為天命 馬季之好兄弟，並被其繼承降魔伏妖的天命 梁晶晶無血緣關係之子，其寄生之石頭被她放在家中神位上供奉 貝貝娜之粉絲兼朋友 莫有為、莉莉之朋友 Salvia、郭展明之死敵 風獅爺之前對手，於300年前與其大戰及被其封印在石頭內 喜歡焗桑拿，藉此回復自身的靈力 於馬季在十字路口大喊三聲其名字就會出現 因其靈力高強，所以能夠在未開天眼的人面前現身 因馬季對莫偉豪的思念而借用莫偉豪的成年形象示人 已於第一輯被馬季用其宿體（一塊紫色晶石）製成子彈來消滅Salvia後消失 雖然形體已經被消滅，但仍然透過與馬季心的連結而存在世上 於第3、4集在馬季及風獅爺的回憶中出現 於第8集在比利製造的幻境中出現及重遇馬季，並協助其離開幻境 於第18集出現於馬季的心境內，並協助其通過風獅爺的考驗 其石像擺設於第25集結尾被馬季放在自己的的士車頭，並因感應到馬季的痛苦而流淚，後疑似出現在馬季的的士上 參見上輯《降魔的》 （特別演出第3－4、8、18集） |

### 惡魔／羅剎
| 演員           | 角色     | 暱稱／人物關係／經歷 |
| 鄭耀軒（童年） | 莫偉豪   | 豪仔、豪仔Sir（比利專稱）、臀部靈魂（馬季曾專稱）、藍色能量體／正能量體（施萊斯、施勞斯、艾鐵文曾專稱） 本劇亦正亦邪反派 亡靈／水鬼／羅剎，以吸食人的靈魂為生 一直以靈力令自己保持人形，但在其情緒有太大波動時便會變回羅剎的形態 Thalassa之手下，在遇溺身亡後被其欺騙及詛咒為羅剎，因與其簽訂契約而得到超越鬼魂的力量，並受制於其，後一直想擺脫其操控，理論上只要對方被消滅，自己就會隨之消失 因其靈力高強，所以能夠在未開天眼的人面前現身 梁晶晶之亡子 馬季之好友兼無血緣關係之亡弟 與貝貝娜不和 與施萊斯不和，後和好並與其有感情線 與施勞斯不和，因施萊斯之死而被其痛恨 被石敢當借用其成年形象示人 於第一輯數次被馬季及石敢當用「言靈之術」召喚但不成功 其藍眼淚源於Thalassa給予其的力量 按Thalassa的要求調查誰消滅鼠尾草魔的的士司機降魔人的身份，後發現其為馬季，為保護其而對Thalassa謊稱其不是降魔人 因擔心馬季被Thalassa發現其為降魔人，而要脅其不要再做降魔人，否則他們便由朋友變成敵人，後因馬季堅持繼續當降魔人及自己希望馬季將Thalassa消滅以幫助自己擺脫Thalassa的操控，而決定訓練其以提升其靈力，實為希望馬季消滅自己，令自己得到解脫 於第1集控制家俊、Rocky、阿朗，使三人在愛丁堡醫院的急症室搗亂以及襲擊在場的醫護人員及病人，後給予麥思達之亡靈藍眼淚，使其變成怨靈 於第2集在貝貝娜嘗試阻止洗水缸工人到愛丁堡醫院天台洗水缸期間從中阻撓，間接令麥思達之怨靈被放出 於第4集結尾被梁晶晶及馬季看到自己變成羅剎的模樣 於第5集告知馬季自己變成羅剎的原因，後向馬季表示希望其能將海魔消滅，從而令自己擺脫海魔的操控，實為希望馬季消滅自己，令自己得到解脫 於第11集將施萊斯及施勞斯引到海邊，企圖將兩人獻給Thalassa，後因馬季趕到而停手 於第13集被Thalassa責怪其未能交出施萊斯及施勞斯，並引誘其使用自己的藍眼淚以增強靈力及擺脫人類的情感，從而成為真正的羅剎，但其未有使用，並將藍眼淚的能量存放在梁晶晶送給馬季的石敢當擺設中 於第18集與施萊斯達成交易，在自己飢餓時與其親吻以壓抑自己想吸食人類靈魂的慾望 於第21集被受Thalassa魔音影響的施勞斯用降魔槍射中後變回羅剎，並襲擊施勞斯，使其受重傷 於第21集得知Thalassa要求其定期獻出降魔人的原因為尋找天宇的轉世 於第25集被馬季忍痛降伏而消失 參見上輯《降魔的》、梁家 |
| 胡鴻鈞         | 莫偉豪   | 豪仔、豪仔Sir（比利專稱）、臀部靈魂（馬季曾專稱）、藍色能量體／正能量體（施萊斯、施勞斯、艾鐵文曾專稱） 本劇亦正亦邪反派 亡靈／水鬼／羅剎，以吸食人的靈魂為生 一直以靈力令自己保持人形，但在其情緒有太大波動時便會變回羅剎的形態 Thalassa之手下，在遇溺身亡後被其欺騙及詛咒為羅剎，因與其簽訂契約而得到超越鬼魂的力量，並受制於其，後一直想擺脫其操控，理論上只要對方被消滅，自己就會隨之消失 因其靈力高強，所以能夠在未開天眼的人面前現身 梁晶晶之亡子 馬季之好友兼無血緣關係之亡弟 與貝貝娜不和 與施萊斯不和，後和好並與其有感情線 與施勞斯不和，因施萊斯之死而被其痛恨 被石敢當借用其成年形象示人 於第一輯數次被馬季及石敢當用「言靈之術」召喚但不成功 其藍眼淚源於Thalassa給予其的力量 按Thalassa的要求調查誰消滅鼠尾草魔的的士司機降魔人的身份，後發現其為馬季，為保護其而對Thalassa謊稱其不是降魔人 因擔心馬季被Thalassa發現其為降魔人，而要脅其不要再做降魔人，否則他們便由朋友變成敵人，後因馬季堅持繼續當降魔人及自己希望馬季將Thalassa消滅以幫助自己擺脫Thalassa的操控，而決定訓練其以提升其靈力，實為希望馬季消滅自己，令自己得到解脫 於第1集控制家俊、Rocky、阿朗，使三人在愛丁堡醫院的急症室搗亂以及襲擊在場的醫護人員及病人，後給予麥思達之亡靈藍眼淚，使其變成怨靈 於第2集在貝貝娜嘗試阻止洗水缸工人到愛丁堡醫院天台洗水缸期間從中阻撓，間接令麥思達之怨靈被放出 於第4集結尾被梁晶晶及馬季看到自己變成羅剎的模樣 於第5集告知馬季自己變成羅剎的原因，後向馬季表示希望其能將海魔消滅，從而令自己擺脫海魔的操控，實為希望馬季消滅自己，令自己得到解脫 於第11集將施萊斯及施勞斯引到海邊，企圖將兩人獻給Thalassa，後因馬季趕到而停手 於第13集被Thalassa責怪其未能交出施萊斯及施勞斯，並引誘其使用自己的藍眼淚以增強靈力及擺脫人類的情感，從而成為真正的羅剎，但其未有使用，並將藍眼淚的能量存放在梁晶晶送給馬季的石敢當擺設中 於第18集與施萊斯達成交易，在自己飢餓時與其親吻以壓抑自己想吸食人類靈魂的慾望 於第21集被受Thalassa魔音影響的施勞斯用降魔槍射中後變回羅剎，並襲擊施勞斯，使其受重傷 於第21集得知Thalassa要求其定期獻出降魔人的原因為尋找天宇的轉世 於第25集被馬季忍痛降伏而消失 參見上輯《降魔的》、梁家 |
| 譚凱琪         | Thalassa | 阿花、羅小姐、海魔 本劇終極大反派 神秘人／海中魔王，擁有數千年的靈力，偶爾幻化成人類在地上行動，以喝酒來舒緩自己在陸地行動時的不適 天宇之死敵，於700多年前曾與其戰得難分難解，本来约好與其决一死战，在知道天宇被渔村的村民杀死後一怒之下將整个渔村的人杀死，並將他們的亡靈困於輪迴結間中，讓眾亡靈在700多年來不斷重複死亡當天的經歷 殺人無數，憎恨人類及認爲人類無知 與風獅爺相識 莫偉豪之主人，在其遇溺身亡後欺騙及詛咒其為羅剎，並與其簽訂契約，令其得到超越鬼魂的力量，同時操控着其，理論上只要自己被消滅，對方亦會隨之消失 在天宇之妻允瑩於700多年前認定丈夫身亡而跳海自盡後用上對方的容貌來尋找天宇的轉世，以打敗及殺死其為心願，並要求莫偉豪定期獻出降魔人及調查消滅鼠尾草魔之的士司機降魔人的身份 馬季之的士常客，經常酗酒並只會前往金魚街及不付車資，後不自覺對其產生感情 能夠與金魚溝通及感應牠們的內心世界 其藍眼淚爲極強的魔物，任何人或靈體在吸收藍眼淚後，情緒會被無限放大，靈力亦會暴升 喜歡音樂，其歌聲（魔音）能給予人類及靈體力量，激發其內心最真實的陰暗面及使其行為失常 擁有停頓時間及瞬間轉移的能力 於第4集登場 於第13集附身在Gothic樂隊主音及控制其與莫偉豪溝通，責怪他未能獻出施萊斯及施勞斯，並引誘他使用自己的藍眼淚以增強靈力及擺脫人類的情感，從而成為真正的羅剎 於第17集發現施勞斯降魔的劍法跟天宇極為相似，而於第19集登上施勞斯的遊艇，試探其是否天宇的轉世 於第20集前與莫偉豪會面時都是以一道光及男聲與其溝通，於第20集正式在其面前現身 於第21集在海邊喝酒時因認為附近女童玩樂的聲音騷擾到自己而企圖用靈力杀死其，後被风狮爷及時阻止 於第21集結尾得知馬季為降魔人，並懷疑其是天宇的轉世 於第22集在西隧（實為沙田嶺隧道）口製造幻海結界，並在結界內遇見馬季及向其表露自己的真正身分 於第23集因認定馬季為天宇的轉世而襲擊其，使其受傷 於第24集與馬季及莫偉豪戰鬥，後與風獅爺戰鬥及使其元氣大傷，並被莊芷若及馬季看穿其對天宇的感情不是仇恨，而是思念 於第25集與馬季決戰時被其吸收自己的魔力，後與其產生心的連結，並被其感化，為救回墮海的馬季而潛入海中與其接吻，將自己的所有靈力傳給其，最後變成泡沫並化成一顆珍珠沉於海底                                                                         |
| 易宇航         | 比 利    | Billy、Billy仔（梁晶晶專稱）、奴隸獸（馬季專稱）、哈利（莉莉專稱）、黃色能量體（施萊斯、施勞斯、艾鐵文曾專稱） 魔／大話魔 全名比利卡卡·比利那那·撲撲利那·比比路多 寄生在油畫中，並靠人類的謊言為生，已於世上存在數百年 於第5集在油畫中出現，於第6集正式登場 張佩玲之交易對象，為增強自己的魔力而與其交易，利用張佩玲的自欺及妄想製造郭展明的投射 馬季之使魔（第9集起），後與其成為朋友 被梁晶晶視為家人 於第7集變成張佩玲的模樣刺傷馬季，使其重傷 於第8集將馬季之靈魂困在幻境 於第8-9集莫偉豪為救馬季而與其交手，後於第9集被莫偉豪收服後成為馬季的使魔（僕人），並按馬季的要求變成郭展明的模樣阻止張佩玲母子自殺及讓孩子長大後為郭展明報仇，之後住在馬季及梁晶晶家中幫忙做家務 於第13集提出利用梁晶晶暗中相約網友見面的秘密與莫偉豪交易以換取馬季封印其靈力的密碼，但失敗 於第22集得知梁晶晶視其為家人而被感動，之後與梁晶晶、馬季、莫偉豪、施萊斯及打扮成莫有為的艾鐵文一起拍攝全家福 於第24集被風獅爺變成其模樣前往幻海結界與Thalassa戰鬥，之後依照施勞斯的指示協助黃志龍擺脫Thalassa魔音的影響，並假扮其偶像羅拔迪尼路勸導其重拾生存意志 於第25集按馬季指示用謊言抹走梁晶晶對馬季及莫偉豪的記憶，被梁晶晶識破後被對方命令其說出馬季及莫偉豪的行蹤 |
| 林凱恩         | 張佩玲   | Ling 1992年出生 畫廊職員／附魔孕婦／紅眼魔人 網名幽靈警探 張振華之妹 郭展明之前情婦，於第一輯為調查張振華的死亡真相而接近其，被其視為莊芷若的愛情替代品及懷有其魔種，並於懷孕期間被魔附身，於第9集誕下其魔種 神秘人之母 憎恨馬季，將郭展明之死歸咎在對方身上，欲向對方報仇 敵視莊芷若 比利之交易對象，為了令郭展明復活而與其交易 龍貓嫂之的士常客兼朋友 於第5集登場，並分別與莊芷若及施萊斯有交流 於第6集指使郭展明之投射殺害馮巧兒之父母，於第7集指使其殺害社工陳姑娘 於第7集以幽靈警探的身份在網上發佈言論，以獲得網民的支持來增強郭展明之投射的力量 於第7集馬季、莊芷若、莫偉豪、貝貝娜、陳永廉及其下屬合作扭轉網上言論風向，以削弱郭展明之投射的力量及阻止其再度殺人，在知道郭展明最愛的是莊芷若而從未愛過自己後大受打擊，在目睹郭展明之投射消失後崩潰 於第9集向莊芷若及龍貓嫂提及自己因未婚懷孕而被父母趕出家門 於第9集在誕下兒子後企圖與其跳樓自殺，後被比利變成的郭展明阻止及讓兒子長大後為郭展明報仇，之後再沒登場 於第25集結尾交代已將魔種撫養為成人 參見上輯《降魔的》 （特別演出第5 - 9集） |
| 黃子恆         | 郭展明   | 展明（莊芷若、張佩玲專稱）、魔警 1985年出生，2017年逝世 已故警長／已故紅眼魔人 Salvia之已故手下 郭永城之亡子，已於第一輯反目，並殺害其 張佩玲之已故情夫，視其為莊芷若的愛情替代品，於第一輯令其懷有自己的魔種 神秘人之亡父 莊芷若之已故前鄰居兼亡好友，曾暗戀其，已於第一輯反目 莊浩迅之已故前鄰居 馬季、石敢當之亡死敵 於第一輯企圖駕車撞死馬季，但意外撞倒莊芷若及使其重傷離魂，之後間接害死龍茂、莫有為及貝貝娜，最後在Salvia製造的異空間內被馬季打敗及殺死，並被其消滅靈魂 於第5集登場，實為比利用張佩玲的自欺及妄想而製造的投射，其力量來源為網民對幽靈警探言論的支持 於第6集殺害馮巧兒之父母及於第7集殺害社工陳姑娘，實為被張佩玲指使的投射 於第7集與馬季及莫偉豪交手，之後被馬季、莊芷若、莫偉豪、貝貝娜、陳永廉及其下屬合作扭轉網上言論風向，以削弱其投射的力量及阻止其再度殺人，並無意中使其投射消失，令張佩玲崩潰 於第9集被比利變成其模樣阻止張佩玲母子自殺及讓兒子長大後為自己報仇，之後再沒登場 於第25集結尾透露其魔種已長大成人 參見上輯《降魔的》 （特別演出第5 - 9集） |
| 梁嘉駿         | 神秘人   | 鼠尾草魔種／紅眼魔嬰 2018年生 被風獅爺形容為「不可以隨意接觸的邪惡的靈體」 郭展明、張佩玲之長子 郭永城之孫 於第9集出生後被失去生存意志的張佩玲抱著企圖同歸於盡，後被變成郭展明的比利阻止及讓其長大後殺死馬季為郭展明報仇 於第25集結尾時已長大成人，並到愛丁堡醫院外與郭永城之亡靈見面 （特別演出第25集） |
| 楊證樺         | Mephi    | 魔 九年前曾與施萊斯交易，以對方的靈魂換取施勞斯的康復，並於交易十年後收回施萊斯的靈魂，對方會在靈魂被收回後死亡 於第25集結尾交代其與施勞斯交易，以施勞斯之靈魂換回施萊斯之靈魂 僅在施萊斯的回憶中出現 （特別演出第16集） |
| 黃智雯         | Salvia   | 魔 魔／鼠尾草魔 紅眼魔人背後的力量 郭展明之心魔 馬季、石敢當之死敵 其原本形態爲一團黑煙，因郭展明的內心對莊芷若有強烈思念，而用莊芷若的容貌示人 於第一輯殺害莫有為及派手下殺害貝貝娜，最後被馬季用石敢當的宿體（一塊紫色晶石）製成的子彈消滅，在消失前詛咒馬季永遠不會幸福 雖然其形體已經被馬季消滅，但其仍透過懷孕的張佩玲及郭展明之魔種、馬季的詛咒存在於世上 僅於馬季的回憶中出現 於第8集在比利製造的幻境中出現及重遇馬季，並告訴其永遠都不會到達目的地 參見上輯《降魔的》 （特別演出第8集） |

### 德記的士
| 演員   | 角色   | 暱稱／人物關係／經歷 |
| 李家鼎 | 許文彪 | 彪哥 的士司機領班 於第2集登場並詢問馬季為何現時少做了生意，並於同集得知其去降魔，後於第6集創辦的士探靈團，以增加車隊收入 （第2，6，22集） 參見上輯《降魔的》 |
| 馬國明 | 馬 季  | 小馬 的士司機 於第22集為保障車隊成員安全而叫停的士探靈團，但遭車隊成員反對，後發現的士探靈團在隧道口集體消失 參見梁家 |
| 馬海倫 | 李 翠  | 師太 的士司機 於第19集在維港海旁跳舞時因受Thalassa的魔音影響導致情緒興奮過度而受傷入院 參見上輯《降魔的》 |
| 陳榮峻 | 黃良德 | 德記 的士司機 參見上輯《降魔的》 |
| 余子明 | 黃小旦 | 旦叔 的士司機 極度迷信 參見上輯《降魔的》 |
| 鍾志光 | 余恩齊 | 齊齊 的士司機 |
| 蕭徽勇 | 黃志龍 | 大頭 的士司機／臨時演員 醉心於演戲，視羅拔迪尼路為偶像，特別喜歡其所演的《的士司機》電影，自稱做的士司機是為了體驗生活 於第22集帶頭反對馬季叫停的士探靈團，後受Thalassa的魔音影響而性情大變，並告知車隊眾成員馬季一直隱瞞莫有為及龍茂的死與邪魔有關一事，藉此挑撥馬季與車隊成員的關係 於第24集因在的士上播放Thalassa的魔音，令一些曾乘坐其車的乘客受魔音影響，使他們行為失控而在多處造成混亂 於第24集突然獨自帶走龍梓軒後一度失蹤，並意外撞車受傷後企圖自殺，最終在施勞斯及化身為羅拔迪尼路的比利的勸導下重拾生存意志，之後再沒登場 |
| 黃穎君 | 龍貓嫂 | 的士司機 龍茂之遺孀 龍梓軒、龍貓女之母 在工作時會將龍梓軒及龍貓女交由梁晶晶代為照顧 於第3集登場 於第6集認識張佩玲，後成為朋友 於第22集從黃志龍口中得知龍茂之死與邪靈有關，並因馬季一直對其隱瞞此事而與其反目，之後再沒登場 參見上輯《降魔的》 |

### 愛丁堡醫院
| 演員   | 角色   | 暱稱／人物關係／經歷                                                |
| 黃智雯 | 莊芷若 | 莊醫生、Dr. Chong 急症室醫生 胡美寶之同事兼好友 參見莊家            |
| 李君妍 | 胡美寶 | 美寶（莊芷若專稱） 急症室護士 莊芷若之同事兼好友 參見上輯《降魔的》 |
| 李漫芬 |        | 護士 莊芷若之同事                                                   |
| 沈愛琳 |        | 護士 莊芷若之同事                                                   |
| 黃凱琪 |        | 護士 莊芷若之同事                                                   |
| 梁珈詠 |        | 護士 莊芷若之同事                                                   |
| 李嘉晉 |        | 醫生 莊芷若之同事                                                   |
| 李顯曜 |        | 醫生 莊芷若之同事                                                   |
| 葉家泓 |        | 救護員                                                              |
| 范仲恒 |        | 救護員                                                              |
| 梁百川 |        | 救護員                                                              |
| 董敬文 |        | 救護員                                                              |
| 鄒兆霆 |        | 救護員                                                              |
| 王致狄 |        | 救護員                                                              |

### 深水埗警區重案組
| 演員   | 角色   | 暱稱／人物關係／經歷 |
| 韋家雄 | 陳永廉 | 嘟嘟Sir、陳Sir、大Sir 高級警司 曾有靈異經歷，因而相信靈體的存在 Nana之夫 馬季、施勞斯之朋友，在遇上奇怪、棘手且與靈異有關的案件會找二人幫忙 於第1集與馬季合作阻止麥思達之怨靈殺死Rocky，在爭執期間被麥思達使用魔力險墮樓，後被馬季救回並拘捕Rocky 於第7集與其下屬、馬季、莊芷若、莫偉豪、貝貝娜合作扭轉網上言論風向，以削弱郭展明之投射的力量及阻止其再度殺人 角色形象影射《降魔的系列》監製方駿釗 參見上輯《降魔的》 |
| 陳偉洪 |        | 警員 陳永廉之下屬 於第7集與陳永廉、馬季、莊芷若、莫偉豪及貝貝娜合作扭轉網上言論的風向，以削弱郭展明之投射的力量及阻止其再度殺人 |
| 吳子冲 |        | 警員 陳永廉之下屬 於第7集與陳永廉、馬季、莊芷若、莫偉豪及貝貝娜合作扭轉網上言論的風向，以削弱郭展明之投射的力量及阻止其再度殺人 |
| 孟希璘 | 孫若希 | 警員 陳永廉之下屬 於第7集與陳永廉、馬季、莊芷若、莫偉豪及貝貝娜合作扭轉網上言論的風向，以削弱郭展明之投射的力量及阻止其再度殺人 |
| 鄭雋熹 |        | 警員 陳永廉之下屬 於第7集與陳永廉、馬季、莊芷若、莫偉豪及貝貝娜合作扭轉網上言論的風向，以削弱郭展明之投射的力量及阻止其再度殺人 |
| 湯俊明 | 陳浩賢 | 警員 陳永廉之下屬 於第7集與陳永廉、馬季、莊芷若、莫偉豪及貝貝娜合作扭轉網上言論的風向，以削弱郭展明之投射的力量及阻止其再度殺人 |

### 其他角色
| 演員   | 角色                         | 暱稱／人物關係／經歷 |
| 羅天宇 | 天 宇                        | 已故古代降魔人 允瑩之夫 Thalassa之宿敵兼知音人，於700多年前曾與其戰得難分難解 於700多年被一眾貪戀海底寶藏的村民殺死 僅於Thalassa的回憶中出現 |
| 譚凱琪 | 允 瑩                        | 天宇之妻，於700多年前因在海邊撿到其為天宇所繡的手帕而認為其已死，最後跳海自盡 風獅爺之已故好友，死前將自己為天宇所繡的手帕綁在其寄生之石頭上 死後被Thalassa為尋找天宇之轉世而用上其容貌 |
| 江嘉敏 | 嘉 嘉                        | 盲人，後因有心人捐贈眼角膜而恢復視力 能感應靈體 莫偉豪之暗戀對象，後被其變成羅剎的模样吸食靈魂而身亡 僅在莫偉豪的回憶及Thalassa製造的幻境中出現 |
| 蔣志光 | 祁 仁                        | 祁仁兄（莫有為、艾鐵文、葉學明專稱）、有為A（梁晶晶專稱） 沉迷於外星人的世界 「科學怪人」群組成員之一 莫有為、艾鐵文、葉學明之網友 於第13集與梁晶晶、艾鐵文、葉學明到長洲度假屋宿營，並得知莫有為已去世 參見《實習天使》、《降魔的》 （特別演出第13-14集） |
| 蔣志光 | 葉學明                       | 學明、學明兄（莫有為、艾鐵文、祁仁專稱）、有為C（梁晶晶專稱） 藝術家 「科學怪人」群組成員之一 莫有為、艾鐵文、祁仁之網友 葉詠珊之弟 於第13集與梁晶晶、艾鐵文、祁仁到長洲度假屋宿營，並得知莫有為已去世 參見《情越海岸線》、《降魔的》 （特別演出第13-14集） |
| 謝雪心 | 葉詠珊                       | 長洲珊姐度假屋老闆娘 葉學明之姊 參見《情越海岸線》 （特別演出第13集） |
| 曾慧雲 | 華 姐                        | 駿釗記海鮮酒家老闆娘 |
| 關浩揚 |                              | 駿釗記海鮮酒家伙記 |
| 吳瑞庭 | 宋月基                       | 月基大師 道士，實為神棍 《世界靈距離》節目主持之一 宋日基之師弟 黃小旦之師叔 為人好色 曾收取施勞斯三十萬以幫助其開天眼，實為一場騙局 於第1集曾被麥思達之亡靈附身，後在馬季用血汗錢將麥思達之亡靈從其身體趕走後回復正常 於第7集邀請莊芷若以節目嘉賓的身份錄影《世界靈距離》，並請其講述郭展明的過去 |
| 梁雯蔚 | 羊 羊                        | 《世界靈距離》節目主持之一，在貝貝娜死後接替其主持人位置 |
| 譚焯升 | 阿 邦                        | 《世界靈距離》攝影師 參見上輯《降魔的》 |
| 劉芷希 | 瑠佩悅子 （りゅはい えつこ） | Ryuhai Etsuko 日本AV女優 馬季喜歡的AV女優 角色名字取自劉佩玥 |
| 樊亦敏 | Amy姐                        | 交通警 警員編號PC38269 認為馬季患有妄想症（第1、5集） |
| 郭浩韻 |                              | 醉酒乘客（第1集） |
| 黃海宴 |                              | 師奶乘客（第1集） |
| 林浩文 |                              | 情侶乘客（第1集） |
| 鍾梓甜 |                              | 情侶乘客（第1集） |
| 陳卓華 |                              | 家變乘客（第1集） |
| 鄭玉儀 |                              | 酒店老闆娘（第1集） |
| 楊嘉欣 | 女 鬼                        | 夫妻鬼魂（第1集） |
| 李啟傑 | 騎士惡妖                     | 夫妻鬼魂（第1集） |
| 黃雪兒 | 馮巧兒                       | 巧兒 受虐待兒童／亡靈 於第1集因砂糖入鼻感到不適而被送入院 曾因模仿其父母吸毒的動作，而誤將砂糖及麵粉吸入鼻 曾遭父母虐待，但一直維護他們，於第5集被他們虐待致重傷後死亡，成為亡靈 於第6集在莊芷若及馬季的幫助下完成心願後由兩人送去目的地，最後在馬季的的士上消失 影射2018陳瑞臨事件（第1、5-6集） |
| 李興華 | 馮 生                        | 馮巧兒之父母，有吸毒習慣，在毒癮發作時會虐待其，但其實非常疼惜其，對馮巧兒的死感到非常後悔 於第5集虐待馮巧兒，令其傷重身亡，後被警方拘捕 於第6集在保釋期間再次吸毒後被郭展明（實為被張佩玲指使的投射）殺害，並於二人居住的屋邨被偽裝成吊頸自殺 於第7集交代二人之亡靈被馬季以「言靈之術」召喚後吿知馬季殺害二人的兇手有一雙紅眼（第1、5－6集） |
| 麥皓兒 | 馮 太                        | 馮巧兒之父母，有吸毒習慣，在毒癮發作時會虐待其，但其實非常疼惜其，對馮巧兒的死感到非常後悔 於第5集虐待馮巧兒，令其傷重身亡，後被警方拘捕 於第6集在保釋期間再次吸毒後被郭展明（實為被張佩玲指使的投射）殺害，並於二人居住的屋邨被偽裝成吊頸自殺 於第7集交代二人之亡靈被馬季以「言靈之術」召喚後吿知馬季殺害二人的兇手有一雙紅眼（第1、5－6集） |
| 李日升 | 麥思達                       | Teddy 中學生／亡靈／水鬼／怨靈 家俊之好友兼乒乓球球友 Rocky及阿朗之朋友，實為兩人之霸凌對象 於第1集被家俊、Rocky、阿朗強行浸在水塘中而溺斃，死後被莫偉豪給予藍眼淚而變成怨靈，之後被馬季暫時封印在愛丁堡醫院天台的水缸內 於第2集在洗水缸工人打開水缸時逃離，之後向Rocky報復及企圖殺死其，最後被馬季封印在自己與家俊在乒乓球比賽中獲勝的獎盃中（第1－2集） |
| 關梓陽 | 家 俊                        | 中學生 麥思達之好友兼乒乓球隊隊友 於第1集與Rocky及阿朗強行把麥思達浸在水塘，令其溺斃，之後被送到愛丁堡醫院，在莫偉豪的控制下在急症室搗亂以及襲擊在場的醫護人員及病人，後回復正常 於第2集因認為自己害怕被Rocky和阿朗欺凌而與二人同流合污，最後害死麥思達而深感愧疚，再加上在莫偉豪的言語誘惑下企圖自殺，最後獲馬季所救後送院，甦醒收到封印著麥思達亡靈的獎盃（第1－2集） |
| 關梓陽 | 侍應（第15集）               | |
| 程浩駿 | Rocky                        | 中學生 阿朗之好友 麥思達之朋友，實視其為霸凌對象 威脅家俊一同欺凌麥思達 於第1集與家俊及阿朗強行把麥思達浸在水塘，令其溺斃，之後被送到愛丁堡醫院，在莫偉豪的控制下在急症室搗亂以及襲擊在場的醫護人員及病人，並企圖襲擊莊芷若，但因對方佩戴著馬季送予其具有降魔功能的紅水晶項鍊發揮效用而失去知覺，後回復正常，之後借尿遁企圖逃走，但被變成怨靈的麥思達報復及險被其殺死，被馬季所救後被警方拘捕（第1集）                                                                              |
| 余富根 | 阿 朗                        | 中學生 Rocky之好友 麥思達之朋友，實視其為霸凌對象 於第1集與家俊及Rocky強行把麥思達浸在水塘，令其溺斃，之後被送到愛丁堡醫院，在莫偉豪的控制下在急症室搗亂以及襲擊在場的醫護人員及病人，後回復正常（第1集） |
| 吳香倫 |                              | 麥思達之母 於第1集到殮房認屍（第1集） |
| 歐瑞偉 |                              | 洗水缸工人 兩人為兄弟關係（第2集） |
| 李偉健 |                              | 洗水缸工人 兩人為兄弟關係（第2集） |
| 邵卓堯 | 湯家輝                       | 的士業行家 許文彪之麻雀腳（第2集） |
| 江富強 | Tommy仔                      | 的士業行家 許文彪之麻雀腳（第2集） |
| 黃文意 |                              | 年輕母親／的士乘客（第3集） |
| 林宥喬 |                              | 年輕父親／的士乘客（第3集） |
| 何雁詩 |                              | 情侶 二人上山頂捉精靈神獸鳳凰（特別演出第3集） |
| 伍富橋 |                              | 情侶 二人上山頂捉精靈神獸鳳凰（特別演出第3集） |
| 何遠東 | 龍 茂                        | 龍貓 1982出生，2017去世 已故德記的士司機 龍貓嫂之亡夫 龍梓軒、龍貓女之亡父 馬季之已故好友 已於第一輯在陸嘉一下車捉精靈期間被郭展明控制的方振業從高處墮下的屍體壓中身亡，最後前往目的地而消失 於第3集在其家人及馬季的回憶中出現 於第8集在比利製造的幻境中出現，在幻境與莫有為均為油站職員（特別演出第3、8集） 參見上輯《降魔的》 |
| 馬譽軒 | 龍梓軒                       | 龍貓仔 龍茂、龍貓嫂之長子 龍貓女之兄 在其母上班時由梁晶晶代為照顧 喜歡玩捉精靈遊戲 於第3集與馬季在街上玩捉精靈遊戲期間走失，並獨自到山頂捉精靈，後被馬季及莊芷若尋回，二人在得知其想念已去世的父親後一同開解其 於第24集被黃志龍帶走而一度失蹤，後被施勞斯及比利尋回（第3、15、24－25集） |
| 楊籽葵 | 龍貓女                       | 龍茂、龍貓嫂之幼女 龍梓軒之妹 在其母上班時由梁晶晶代為照顧 因其是嬰孩，所以能看見靈體，並於第3集看見莫偉豪之亡靈（第3集） |
| 安德尊 | 大 王                        | 藝人 於第4集在籌款節目中在風獅爺的作弄下將旅遊車拉動了20米，而令總理要捐200萬（第4集） |
| 尹詩沛 | 小鳳姐                       | 歌手 於歌唱節目《流行經典50年》上演唱兒歌《哪兒》（第4集） |
| 蔡康年 | 康 年                        | 慈善籌款節目司儀（第4集） |
| 蘇恩磁 | 鍾淑嫻                       | 嫻姨 金蘭按摩之按摩師 梁晶晶之同事兼好友 於第25集誤以為梁晶晶因生病而失去部分記憶，後受馬季所託替其照顧梁晶晶（第4、25集） 參見上輯《降魔的》 |
| 張彥博 | 張彥博                       | 至孝BB 電視台藝人 因飾演宋至孝而男扮女裝 男扮女裝時被風獅爺誤認是真正的女星宋至孝（特別演出第4集） 男扮女裝形象及名字影射宋智孝 |
| 朱千雪 | 凌晨風                       | 馬季之的士乘客 一度被馬季誤會為鬼魂，實為穿白衣拿著紅傘的女子 誤會馬季的降魔槍為真槍而以為其打劫及對自己有不軌企圖（特別演出第5集） 參見《EU超時任務》 |
| 吳珮如 | Naomi                        | 厲鬼／愛丁堡醫院前護士 於第一輯曾與莊芷若之靈魂接觸，並企圖奪去其身體重生，之後被莉莉施法困在豬布偶裏 於第5集再度企圖奪走莊芷若的身體，但其佩戴着馬季送給其具有降魔功能的紅水晶項鍊而未能得逞（特別演出第5集） 參見上輯《降魔的》 |
| 鄧嘉傑 |                              | 畫中野人（第5集） |
| 陳戩浩 |                              | 畫中野人（第5集） |
| 樓嘉豪 |                              | 畫中野人（第5集） |
| 周嘉全 |                              | 畫中野人（第5集） |
| 周嘉全 | 記者（第17集）               | |
| 陳靖雲 | 陳姑娘                       | 社工 負責處理馮巧兒之個案 於第7集被郭展明（實為被張佩玲指使的投射）殺害（第6－7集） |
| 阮小儀 | 季莉芺                       | 力嫂 已故麵檔老闆娘 馬家烈之亡妻 馬季之亡生母 於30年前與馬家烈死於麵檔大火，於第一輯與馬季相認後與馬家烈前往目的地而消失 於第8集在比利製造的幻境中重遇馬季，在幻境為壽司店老闆娘，並提及丈夫馬家烈前往跟地獄廚神拜師（特別演出第8集） 參見上輯《降魔的》 |
| 吳天佑 |                              | 畫廊職員（第8集） |
| 張明偉 |                              | Gothic樂隊主音 於第13集被Thalassa附身及控制其與莫偉豪溝通（第9、13、20集） |
| 李梓謙 |                              | 鬼魂 貝貝娜之粉絲（第9集） |
| 何晉樂 |                              | 鬼魂 貝貝娜之粉絲（第9集） |
| 簡家麒 |                              | 鬼魂 貝貝娜之粉絲 於第19集參與貝貝娜的歡送會，後在風獅爺的協助下前往目的地而消失（第9、19集） |
| 譚坤倫 | Max                          | 鬼魂 貝貝娜之粉絲 於第19集參與貝貝娜的歡送會，後在風獅爺的協助下前往目的地而消失（第9、19集） |
| 羅 蘭  | 龍 婆                        | 靈媒 一度被馬季誤會為鬼魂 於第一輯曾乘搭馬季駕駛之的士，但其打算找錢時已離開，並間接令馬季喚醒石敢當 於第10集在馬季舉行「的士探靈團」時遇見其，並要求其找錢 於第25集被送往愛丁堡醫院急症室時其心跳已停頓，後在莊芷若為其搶救期間突然甦醒，並稱自己是對方的未來（特別演出第10、25集） 參見上輯《降魔的》 |
| 何依婷 |                              | 學生 「的士探靈團」參加者（第10集） |
| 吳展驊 |                              | 學生 「的士探靈團」參加者（第10集） |
| 黎寬怡 |                              | 女鬼 十二少之妻妾 協助馬季嚇的士探靈團的參加者以換取豐富物資 於第10集險被施勞斯用降魔槍消滅，後得馬季幫助下而逃脫（第10集） |
| 徐玟晴 | 大太太                       | 女鬼 十二少之妻妾 協助馬季嚇的士探靈團的參加者以換取豐富物資 於第10集被施勞斯用降魔槍消滅（第10集） |
| 包曉華 | 九太太                       | 女鬼 十二少之妻妾 協助馬季嚇的士探靈團的參加者以換取豐富物資 於第10集被施勞斯用降魔槍消滅（第10集） |
| 鍾凱琪 |                              | 女鬼 十二少之妻妾 協助馬季嚇的士探靈團的參加者以換取豐富物資 於第10集被施勞斯用降魔槍消滅（第10集） |
| 李海生 |                              | 老伯 被兒子忽略及冷淡對待，因而經常在公園呆坐，以打發時間 與流浪狗豆豉仔感情深厚，但豆豉仔早前已因車禍去世，其因大限將至而能看見豆豉仔之亡靈（第11集） |
| Hummer |                              | 豆豉仔 與老伯經常在公園互相陪伴，以打發時間 與老伯感情深厚，早前因車禍去世，但因擔心老伯身體狀況，以靈體現身跟老伯相遇（第11集） |
| 林淑敏 | 葉佩薇                       | Ivy、Ivy姐 電視台新聞部監製／《時事全面睇》節目監製 患有先天性主動脈瓣狹窄 經常熬夜工作至天亮 貝貝娜之偶像，後與其成為朋友 楊東然之競爭對手兼暗戀對象 於第12集在街上暈倒後送院搶救不治，被莊芷若宣告死亡，成為亡靈，但其不知自己已死，在死後五分鐘欲邀請莊芷若進行採訪但被拒絕，之後誤以為自己成功開啟天眼而看見貝貝娜之亡靈，之後與貝貝娜繼續進行採訪工作，最後在楊東然報導新聞時才得知自己已去世，並知悉對方對自己的心意，最後達成心願而消失（特別演出第12集） 參見上輯《降魔的》 |
| 徐 榮  | 楊東然                       | Tony 《時事全面睇》之節目監製 葉佩薇之競爭對手，並暗戀其 於第12集為完成葉佩薇生前想製作有關靈異題材的單元而邀請莊芷若接受訪問（第12集） |
| 彭翔翎 |                              | 電視台職員（第12集） |
| 黃潤成 |                              | 電視台職員（第12集） |
| 林俊其 |                              | 電視台職員（第12集） |
| 曾琬莎 | Dava                         | 電視台職員（第12集） |
| 張雪瑩 | Tammy                        | 《時事全面睇》節目主持／電視台職員 葉佩薇之前下屬（第12集） |
| 莫家淦 |                              | 賤男／的士乘客 企圖趁Thalassa喝醉時帶其到酒店開房，並企圖下藥迷暈其（第13集） |
| 阮嘉敏 |                              | 女學生 於第13集因被羅剎附身及被其吸食靈魂而死（第13集） |
| 陳嘉慧 |                              | 女學生 於第13集因被羅剎附身及被其吸食靈魂而死（第13-14集） |
| 鬼 塚  |                              | 降魔人 險被莫偉豪吸食靈魂，其後因莫偉豪被嘉嘉阻止而逃脫（第15集） |
| 威廉陳 |                              | 金魚舖老闆（第15、17集） |
| 楊瑞麟 | Charles                      | 商人 貝澤隆之朋友 Lucy之夫 Janice之父（第16-17集） |
| 區軒瑋 | Joe                          | 商人 貝澤隆之朋友（第16-17集） |
| 陳狄克 |                              | 燒味檔老闆 曾受Thalassa之魔音影響而失常拿刀追斬自己的兒子（第17集） |
| 羅 鴻  |                              | 路人（第17集） |
| 姚瑩瑩 | Lucy                         | Charles之妻 Janice之母 Griffin之表姨（第17集） |
| 張本立 | Tim                          | 商人 貝澤隆之朋友（第17集） |
| 程 皓  | Janice                       | 新娘 Charles、Lucy之女 Ken之妻（第17集） |
| 李善   | Ken                          | 新郎 Janice之夫 Charles、Lucy之女婿（第17集） |
| 羅永健 |                              | 侍應（第17集） |
| 姚宏遠 | Griffin                      | Lucy之表侄（第17集） |
| 邵展鵬 |                              | 新郎兄弟（第17集） |
| 利穎怡 | 區老師                       | 馬季、莫偉豪之小學老師兼班主任（第18集） |
| 楊 明  | Moses                        | 咖啡店店主兼咖啡師 Jeannie生前之男友 因馬季斷定Jeannie為製造輪迴結界的亡靈而一度被其針對及用餐刀刀割傷，後因貝貝娜的輪迴結界而無恙並和好（特別演出第19-20集） |
| 陳 瀅  | Jeannie                      | 亡靈／已故咖啡店店主 Moses之已故女友，於一年前因交通意外去世，因未能放下其而留在人間陪伴其 一度被馬季斷定為製造輪迴結界的亡靈而被其針對及几乎被其消灭，後因貝貝娜解釋自己才是製造輪迴結界的亡靈而化解誤會並和好（特別演出第19-20集） |
| 蘇逴殷 |                              | 鬼魂 貝貝娜之粉絲 於第19集參與貝貝娜的歡送會，後在風獅爺協助下前往目的地而消失（第19集） |
| 黃耀煌 |                              | 漁村村民 700多年前因不滿天宇多次阻止眾人出海尋寶而將其殺死，導致整個漁村的村民被Thalassa殺死 眾人的亡靈被Thalassa困在輪迴結界中，在700多年來不停重複死亡當天的經歷（第22-24集） |
| 方紹聰 |                              | 漁村村民 700多年前因不滿天宇多次阻止眾人出海尋寶而將其殺死，導致整個漁村的村民被Thalassa殺死 眾人的亡靈被Thalassa困在輪迴結界中，在700多年來不停重複死亡當天的經歷（第22-24集） |
| 何偉業 |                              | 漁村村民 700多年前因不滿天宇多次阻止眾人出海尋寶而將其殺死，導致整個漁村的村民被Thalassa殺死 眾人的亡靈被Thalassa困在輪迴結界中，在700多年來不停重複死亡當天的經歷（第22-24集） |
| 曾海昌 |                              | 漁村村民 700多年前因不滿天宇多次阻止眾人出海尋寶而將其殺死，導致整個漁村的村民被Thalassa殺死 眾人的亡靈被Thalassa困在輪迴結界中，在700多年來不停重複死亡當天的經歷（第22-24集） |
| 周麗欣 |                              | 漁村村民 700多年前因不滿天宇多次阻止眾人出海尋寶而將其殺死，導致整個漁村的村民被Thalassa殺死 眾人的亡靈被Thalassa困在輪迴結界中，在700多年來不停重複死亡當天的經歷（第22-24集） |
| 蕭凱欣 |                              | 漁村村民 700多年前因不滿天宇多次阻止眾人出海尋寶而將其殺死，導致整個漁村的村民被Thalassa殺死 眾人的亡靈被Thalassa困在輪迴結界中，在700多年來不停重複死亡當天的經歷（第22-24集） |
| 彭紀諺 |                              | 漁村村民 700多年前因不滿天宇多次阻止眾人出海尋寶而將其殺死，導致整個漁村的村民被Thalassa殺死 眾人的亡靈被Thalassa困在輪迴結界中，在700多年來不停重複死亡當天的經歷（第22-24集） |
| 朱樂洺 |                              | 少年 險被莫偉豪吸食靈魂（第23集） |
| 劉 江  | 郭永城                       | 郭伯伯（莊芷若專稱） 亡靈／怨靈 1952年出生，2017年逝世 郭展明之亡父，於其童年時經常虐待其，後來被附魔的妻子推下樓而癱瘓，已於第一輯被郭展明殺死 莊浩迅、莊芷若之舊鄰居 神秘人之亡爺爺 其亡靈於第25集結尾在愛丁堡醫院外再度出現及遇見莊芷若，並錯認對方為自己的孫子，之後與郭展明之魔種見面（特別演出第25集） 參見上輯《降魔的》 |

### 在回顧中出現的角色
| 演員   | 角色   | 暱稱／人物關係／經歷 |
| 趙永洪 | 陸嘉一 | 些粉 前德記的士司機 馬季、龍茂之好友 被馬季提及已北上發展 僅於第1集的回顧片段中出現 參見上輯《降魔的》                                                                                                   |
| 金 剛  | 馬家烈 | 力哥 前麵檔老闆 季莉芙之亡夫 馬季之亡生父 於30年前與季莉芙死於麵檔大火，於第一輯與馬季相認後與馬家烈前往目的地而消失 被季莉芙交代死後前往跟地獄廚神學習廚藝 僅於第1集的回顧片段中出現 參見上輯《降魔的》 |
| 魏惠文 | 方振業 | 方Sir 前刑事偵緝部指揮官 於第一輯被郭展明控制的陳亮拋下樓死亡 於第7集在余恩齊回憶中出現 參見上輯《降魔的》                                                                                               |
| 洪永城 | 鬼青年 | 貝貝娜之粉絲 於上輯在馬季的的士上被貝貝娜拍中重要部位後消失 於第16集在馬季回憶中出現 參見上輯《降魔的》                                                                                                  |

## 劇中插曲
| 歌曲         | 原唱   | 劇中演唱           | 劇中角色       | 登場集數 | 演唱情況 | 備註                            |  |
| 到此一遊     | 胡鴻鈞 | 胡鴻鈞（錄製聲帶） | ／             | 第1集    | 在第1集開頭回顧《降魔的》劇情時播放 | TVB劇集《降魔的》主題曲         |  |
| 到此一遊     | 胡鴻鈞 | 胡鴻鈞（錄製聲帶） | ／             | 第8集    | 當石敢當在比利製造的幻境中出現時播放 | TVB劇集《降魔的》主題曲         |  |
| 到此一遊     | 胡鴻鈞 | 胡鴻鈞（錄製聲帶） | ／             | 第18集   | 當石敢當出現在馬季的心境時播放 | TVB劇集《降魔的》主題曲         |  |
| 大無畏       | 張衞健 | 馬國明             | 馬季           | 第3集    | 在的士演唱 | TVB劇集《大帥哥》主題曲         |  |
| 哪兒         | 葉蘊儀 | 謝雪心             | 梁晶晶         | 第3集    | 在家中演唱給龍貓女 | TVB兒童節目《閃電傳真機》片尾曲 |  |
| 哪兒         | 葉蘊儀 | 賴慰玲             | 梁晶晶（青年） | 第3、4集 | 在家中演唱給兒時的莫偉豪 | TVB兒童節目《閃電傳真機》片尾曲 |  |
| 哪兒         | 葉蘊儀 | 尹詩沛             | 小鳳姐         | 第4集    | 於歌唱節目《流行經典50年》演唱 | TVB兒童節目《閃電傳真機》片尾曲 |  |
| 我未能忘掉你 | 盧冠廷 | 菊梓喬（錄製聲帶） | ／             | 第12集   | 劇情以貝貝娜為主軸時播放 | TVB劇集《降魔的2.0》插曲        |  |
| 我未能忘掉你 | 盧冠廷 | 菊梓喬（錄製聲帶） | ／             | 第12集   | 在莊芷若的陪同下首次到自己的墳墓，並接受自己已經死亡的事實                                                                                         | TVB劇集《降魔的2.0》插曲        |  |
| 我未能忘掉你 | 盧冠廷 | 菊梓喬（錄製聲帶） | ／             | 第17集   | 得知父母最大的心願為看到自己出嫁，後在風獅爺製造的夢境中與施勞斯假結婚，以完成父母的心願                                                           | TVB劇集《降魔的2.0》插曲        |  |
| 我未能忘掉你 | 盧冠廷 | 菊梓喬（錄製聲帶） | ／             | 第19集   | 向莊芷若表示自己最後的心願是體驗被馬季喜歡一次的感覺，並請求莊芷若將身體借給自己，藉此與馬季約會一天                                               | TVB劇集《降魔的2.0》插曲        |  |
| 我未能忘掉你 | 盧冠廷 | 菊梓喬（錄製聲帶） | ／             | 第20集   | 幾乎變成怨靈的貝貝娜，後來馬季向她表示終於知道最重要的人就是她，跟對方傾談後終放下執念，學懂放下對馬季的愛，並向祝福馬季及莊芷若兩人有情人終成眷屬 | TVB劇集《降魔的2.0》插曲        |  |
| 遙不可及     | 胡鴻鈞 | 胡鴻鈞（錄製聲帶） | ／             | 第4集    | 莫偉豪之亡靈與梁晶晶首次相遇時播放 | TVB劇集《降魔的》片尾曲         |  |
| 遙不可及     | 胡鴻鈞 | 蔣志光             | 葉學明、祁仁   | 第13集   | 在度假屋紀念莫有為時演唱給梁晶晶 | TVB劇集《降魔的》片尾曲         |  |
| 遙不可及     | 胡鴻鈞 | 胡鴻鈞（錄製聲帶） | ／             | 第20集   | 貝貝娜向馬季道別並前往目的地時播放 | TVB劇集《降魔的》片尾曲         |  |
| 泣血薔薇     | 吳若希 | 馬國明             | 馬季           | 第7集    | 在其的士中演唱給Thalassa | TVB劇集《降魔的》插曲           |  |
| 原來有愛     | 譚嘉儀 | 譚嘉儀（幕後代唱） | ／             | 多次出現 | Thalassa之魔音 | 此劇插曲                        |  |
| 從未說起     | 菊梓喬 | 菊梓喬             | ／             | 第5集    | 豪仔在小馬的士上播放歌曲來戲弄小馬去令芷若知道有幽靈在的士上。                                                                                     | TVB劇集《跳躍生命線》片尾曲     |  |
| 從未說起     | 菊梓喬 | 菊梓喬             | ／             | 第6集    | 小馬帶芷若回家介紹幽靈朋友她認識，豪仔用靈力開電視播放從未說起mv來向芷若表示自己在小馬家裏。                                                       | TVB劇集《跳躍生命線》片尾曲     |  |

## 電視劇歌曲
| 曲序 | 曲目                           |        | 作曲   | 演唱   |
| ---- | ------------------------------ | ------ | ------ | ------ |
| 1.   | 十字路口（主題曲）             | 張美賢 | 張家誠 | 胡鴻鈞 |
| 2.   | 我未能忘掉你（片尾曲）         | 劉卓輝 | 盧冠廷 | 菊梓喬 |
| 3.   | 凡人不懂愛（插曲）             | 張美賢 | 胡鴻鈞 | 胡鴻鈞 |
| 4.   | 原來有愛（插曲）               | 張美賢 | 張家誠 | 譚嘉儀 |
| 5.   | 到此一遊 (1、8、18集)（插曲）  | 張美賢 | 張家誠 | 胡鴻鈞 |
| 6.   | 大無畏 (3集)（插曲）           | 甄健強 | 雷頌德 | 張衛健 |
| 7.   | 哪兒 (3、4集)（插曲）          | 林瑞峰 | 梁志成 | 葉蘊儀 |
| 8.   | 遙不可及 (4、13、20集)（插曲） | 張美賢 | 張家誠 | 胡鴻鈞 |
| 9.   | 泣血薔薇 (7集)（插曲）         | 楊熙   | 徐洛鏘 | 吳若希 |
| 10.  | 從未說起 (5、6集)（插曲）      | 張美賢 | 張家誠 | 菊梓喬 |

## 獎項及提名

### 萬千星輝頒獎典禮2020
| 獎項                    | 單位                             | 結果     |
| ----------------------- | -------------------------------- | -------- |
| 最佳劇集                | 《降魔的2.0》                    | 提名     |
| 馬來西亞最喜愛TVB劇集   | 《降魔的2.0》                    | 最後五強 |
| 最佳男主角              | 胡鴻鈞                           | 提名     |
| 馬來西亞最喜愛TVB男主角 | 胡鴻鈞                           | 提名     |
| 最受歡迎電視男角色      | 莫偉豪， (胡鴻鈞飾）             | 最后五強 |
| 最受歡迎電視女角色      | 阿花/海魔， (譚凱琪飾）          | 提名     |
| 最佳男配角              | 蔣志光                           | 提名     |
| 最佳女配角              | 劉佩玥                           | 提名     |
| 最佳女配角              | 譚凱琪                           | 提名     |
| 飛躍進步男藝員          | 羅天宇                           | 最后五強 |
| 飛躍進步女藝員          | 林凱恩                           | 最后五強 |
| 飛躍進步女藝員          | 劉佩玥                           | 最后五強 |
| 飛躍進步女藝員          | 鄧佩儀                           | 最后五強 |
| 最受歡迎電視拍檔        | 馬國明、胡鴻鈞                   | 提名     |
| 最受歡迎電視歌曲        | 《十字路口》， (胡鴻鈞主唱）     | 提名     |
| 最受歡迎電視歌曲        | 《我未能忘掉你》， (菊梓喬主唱） | 提名     |
| 最受歡迎電視歌曲        | 《凡人不懂愛》， (胡鴻鈞主唱）   | 獲獎     |
| 最受歡迎電視歌曲        | 《原來有愛》， (譚嘉儀主唱）     | 提名     |

### 01娛樂民選港劇大獎[17]
| 年份   | 獎項       | 單位   | 角色   | 結果 |
| 2020年 | 最佳女主角 | 黃智雯 | 莊芷若 | 獲獎 |

## 製作
此劇於2019年1月3日在將軍澳工業村號電視廣播城一廠外舉行試造型記者會，在同年2月22日於電視廣播城十三廠舉行拜神儀式。
2020年4月29日：本劇於將軍澳電視廣播城一廠停車場舉行「降魔伏妖蓄勢待發」宣傳活動，並停泊八輛的士。而公司更安排的士司機參與，並贈予清潔用品。

### 無綫就藝員發生墮地意外保密
2019年5月26日：胡鴻鈞拍攝一場吊威也戲期間，不慎由高處墮下撞傷頭部。無綫方面將他受傷的消息保密，直到有人在醫院目睹才將消息曝光。

## 取景地點
此劇大部分外景都需要在深夜拍攝。劇組人員在深水埗街頭拍攝期間更一度引起街坊不滿，有人更打開窗戶的向劇組人員大叫「靜一靜」。
劇中貝貝娜中學母校的取景地實為石硤尾賽馬會創意藝術中心。

## 收視
本劇於香港無綫電視翡翠台及myTVSUPER七日跨平台總收視之紀錄：
| 由于技术原因，此 旧版图表 已停用，並須迁移至 新版图表 。造成您的不便，我們深表歉意。 |                                                                                  |                        |        |          |                                      |
| 週次                                                                                 | 集數                                                                             | 日期                   | 收視率 | 最高收視 | 備註                                 |
| 1                                                                                    | 1－5                                                                             | 2020年5月4日－5月8日   | 29.9點 | 32.1點   | 第1集跨平台收視達32.1點。            |
| 2                                                                                    | 6－10                                                                            | 2020年5月11日－5月15日 | 28.9點 | 30.4點   | 第9集跨平台收視達30.4點。            |
| 3                                                                                    | 11－15                                                                           | 2020年5月18日－5月22日 | 28.6點 | 29.9點   | 第14集跨平台收視達29.9點。           |
| 4                                                                                    | 16－20                                                                           | 2020年5月25日－5月29日 | 28.3點 | 29.6點   | 第16集跨平台收視達29.6點。           |
| 5                                                                                    | 21－25                                                                           | 2020年6月1日－6月5日   | 29.3點 | 31.4點   | 第25集 (大結局）跨平台收視達31.4點。 |
| 全劇平均收視                                                                         | 全劇平均收視                                                                     | 全劇平均收視           | 29點   | 32.1點   | 全劇短視頻總瀏覽人次超過1500萬。     |
|                                                                                      | 由于技术原因，此旧版图表已停用，並須迁移至新版图表。造成您的不便，我們深表歉意。 |                        |        |          |                                      |

## 外部連結
- （页面存档备份，存于）
- （页面存档备份，存于）
- （页面存档备份，存于）
- 豆瓣电影上《降魔的2.0》的資料 （简体中文）